# België
België, officieel het Koninkrijk België, is een West-Europees land dat aan de Noordzee ligt en aan Nederland, Duitsland, Luxemburg en Frankrijk grenst. Het land is 30.689 km² groot en heeft een bevolking van meer dan 11,826 miljoen inwoners (6,865 miljoen in het Vlaams Gewest, 3,705 miljoen in het Waals Gewest en 1,255 miljoen in het Brussels Hoofdstedelijk Gewest). Brussel is de hoofdstad van België en tevens het bestuurlijk centrum van de Europese Unie en de NAVO.
Het land heeft drie officiële talen: een kleine zestig procent van de bevolking spreekt Nederlands, vooral in Vlaanderen, veertig procent spreekt Frans, vooral in Wallonië en Brussel, en minder dan een procent spreekt Duits, in de Oostkantons. De culturele en linguïstische diversiteit van het land heeft door een opeenvolging van staatshervormingen geleid tot een complex politiek systeem, waarbij in principe de grondgebonden bevoegdheden – zoals economie, werkgelegenheid en infrastructuur – liggen bij de Gewesten (het Vlaamse, het Waalse en het Brusselse), en de persoonsgebonden materies – zoals onderwijs, cultuur en welzijn – bij de Gemeenschappen (de Vlaamse, de Franse en de Duitstalige), met een overkoepelende federale overheid voor het hele grondgebied, bevoegd voor onder meer defensie, justitie en de sociale zekerheid.
België ontstond na de Belgische Revolutie in 1830 toen het zich afscheidde van het Verenigd Koninkrijk der Nederlanden, waar het sinds 1815 toe behoorde. Na de onafhankelijkheid werd de jonge natie – vooral door de ontwikkeling van een zware industrie in Wallonië – een van de voortrekkers in de Industriële Revolutie. De ontwikkeling van Vlaanderen bleef achter tot het economisch zwaartepunt naar het noorden begon te verschuiven vanaf de jaren 1960. Dat is ook de periode van de vastlegging van de taalgrens, de eerste stappen in de federalisering van het land, en van de onafhankelijkheid van de Belgische kolonie Congo en de mandaatgebieden Ruanda en Burundi. België groeide uit tot 's werelds 26ste economie, werd een van de welvarendste, meest ontwikkelde en meest gemondialiseerde landen ter wereld, en bouwde met zijn vrijemarkteconomie en een beperkte overheidsinmenging aan een uitgebreide verzorgingsstaat.

## Geschiedenis
Het werd in de prehistorie bevolkt door verschillende Keltische en Germaanse stammen, waaronder de Menapii, de Morinen, de Nerviërs en de Eburonen onder Ambiorix. In de Romeinse tijd werden de Keltische stammen in het gebied tussen de Noordzee, Rijn, Seine en Marne, het zuiden van Nederland, België, Noord-Frankrijk en delen van West-Duitsland) samen aangeduid als Belgae, waar uiteindelijk de benaming Belgen uit is voortgekomen. Hun woongebied Gallia Belgica maakte deel uit van het Romeinse Rijk en viel uiteen in een aantal feodale staten tijdens de middeleeuwen.

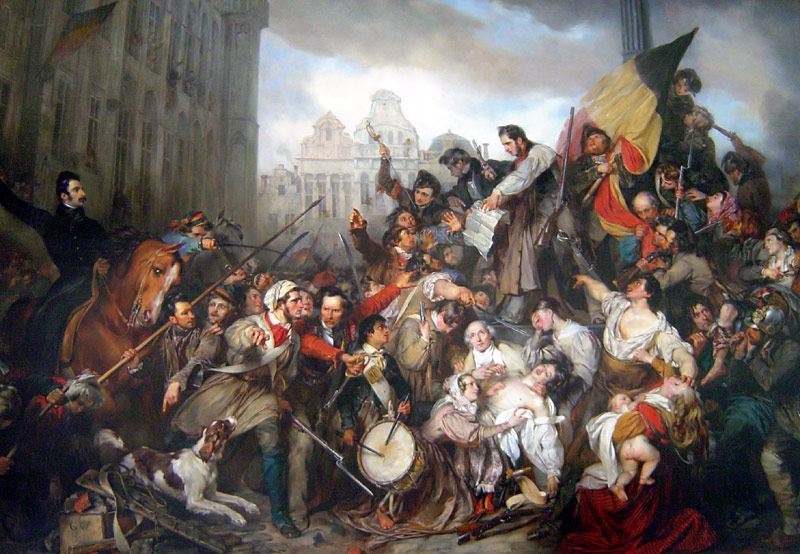
De Belgische Revolutie van 1830, waarmee België onafhankelijk werd van Nederland

Het grote Frankische Rijk na Karel de Grote werd verdeeld tussen West-Francië en het Oost-Frankische Rijk. De Schelde gold als grens tussen de beide rijken. Een gebied waarin het huidige België lag, kwam uiteindelijk in handen van de Habsburgers in de 15e eeuw (zie Habsburgse Nederlanden) en werd in 1795 overgenomen door de Franse revolutionairen. Doorheen de geschiedenis is het dikwijls de plaats geweest waar de Europese mogendheden hun oorlogen uitvochten. Het gebied werd daarom soms 'het slagveld van Europa' genoemd. Na de nederlaag van Napoleon te Waterloo in 1815 ging het land op in het Verenigd Koninkrijk der Nederlanden, een grotere bufferstaat tegen het onrustige en revolutionaire Frankrijk.
Met de Belgische Revolutie van 1830 scheidde België zich af en werd een constitutionele monarchie. De wapenspreuk van België luidt Eendracht maakt macht. Deze eendracht sloeg in 1830 op het monsterverbond van katholieken en liberalen tegen de Hollanders. De negen provinciewapens zijn vertegenwoordigd in het wapenschild van het land. In het buitenlands beleid was de manoeuvreerruimte van België beperkt door de verplichte neutraliteit, de nabijheid van grootmachten als Frankrijk en Pruisen (later Duitsland) en vanwege zijn klein bevolkingsaantal.
Op 18 oktober 1908 verwierf België Belgisch-Congo als kolonie, ondanks de weigering van vele socialistische parlementsladen om dit goed te keuren. Daarvoor was de Onafhankelijke Congostaat het persoonlijk bezit van koning Leopold II geweest. Leopold II had er geheerst als een absoluut monarch zonder grondwet.
België werd in de Eerste Wereldoorlog bijna helemaal bezet door het Duitse Keizerrijk. Enkel een klein gebied achter de IJzer in West-Vlaanderen, waar koning Albert I zijn troepen aanvoerde, bleef onder geallieerde controle. Tijdens de Tweede Wereldoorlog capituleerde koning Leopold III na de Achttiendaagse Veldtocht en werd heel het land bezet. In september 1944 werd het grootste deel van België door de Tweede Wereldoorloggeallieerden bevrijd. Na deze oorlog leidde de capitulatie en het feit dat Leopold III koppig vasthield aan zijn eigen gelijk en niet wilde weten van een verzoening met de regering tot de Koningskwestie, waarbij zijn broer prins Karel als regent fungeerde. De Koningskwestie bracht België op de rand van een burgeroorlog. Er vielen enkele doden.
In 1951 droeg Leopold III de macht over aan zijn zoon Boudewijn, die toen 21 was. Op 9 augustus 1993 werd Albert II koning der Belgen. Op 21 juli 2013 deed Albert II vrijwillig afstand van de troon, hetgeen een unicum was in de geschiedenis van de Belgische monarchie. Zodoende werd Filip de zevende koning der Belgen.
De meningsverschillen tussen de gewesten (Vlaanderen, Brussel, Wallonië) hebben geleid tot verreikende hervormingen van de voormalige unitaire Belgische staat tot een federale staat, wat op termijn kan leiden tot een confederalisme of tot de splitsing van het land. 

### Etymologie

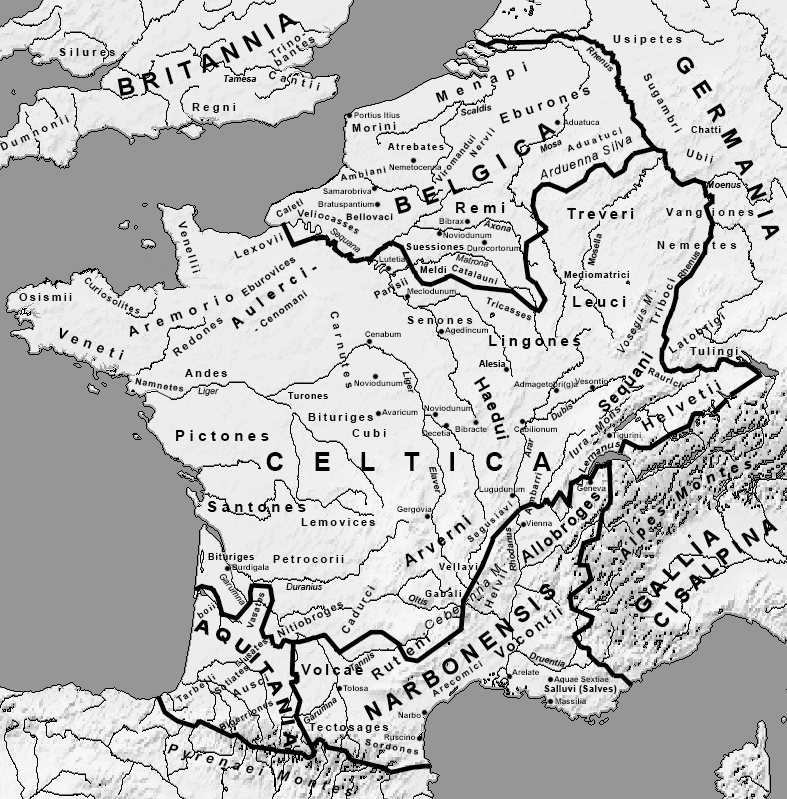
Gallië in 52 v.Chr., vlak vóór de Romeinse inlijving.

De naam Belgica werd voor het eerst vermeld door Julius Caesar. Hij duidde met Gallia Belgica een gebied aan in Noord-Frankrijk, België, Zuid-Nederland, Luxemburg en Zuidwest-Duitsland tot aan de Rijn. Het latere België kreeg na de val van het Romeinse Rijk een andere bevolkingssamenstelling dan in Caesars tijd. In Belgica woonden de Belgae, die het eerst worden beschreven in Caesars Commentarii de bello Gallico. Er woonden in die tijd ook Belgae en aanverwante stammen (zoals Catuvellauni en Trinovantes) in Zuidoost-Britannia.
De stamnaam Belgae (ook Belges) gaat mogelijk terug op de Indo-Europese wortel *bʰelǵʰ- voor 'zwellen', zoals in de figuurlijke betekenis van belgen '(zich) kwaad maken', oorspronkelijk 'opzwellen', en verbolgen 'boos, toornig', aanvankelijk 'gezwollen'. Belgae zou dan betekenen 'die gezwollen van woede', dus een verwijzing naar de lichtgeraaktheid van de oude Belgen die om de geringste aanleiding met elkaar oorlog voerden. Deze betekenis zou dan passen bij de omschrijving van Caesar. De oorsprong van de stamnaam zou dan Gallisch zijn, net als de geattesteerde Gallische persoonsnamen Belgius en Bolgios (voortgezet in de Welshe naam Beli Mawr) en deze naam is verder verwant met Oudiers bolgaid 'zwellen'.
Een andere voorgestelde etymologie van de naam Belgae: belg- is afkomstig van een Gallische woord *belo-, wat 'schitterend' betekent. In dat geval is Belgae verwant aan Welsh bal 'met een witte voorhoofdsvlek', Oudnoords bál 'vlam, vuur; brandstapel' (ontleend als Engels balefire 'vreugdevuur'), Litouws bãlas 'wit', Russisch bélyj 'wit' (zoals in Belarus) en de stadsnamen Beograd, Biograd, Bjelovar, evenals aan het Nederlandse bles, 'witte plek'. Ook de Gallische godennamen Belenos ('De Heldere') en Belisama (waarschijnlijk van dezelfde godheid) komen mogelijk van dezelfde bron.

## Geografie

### Fysische geografie

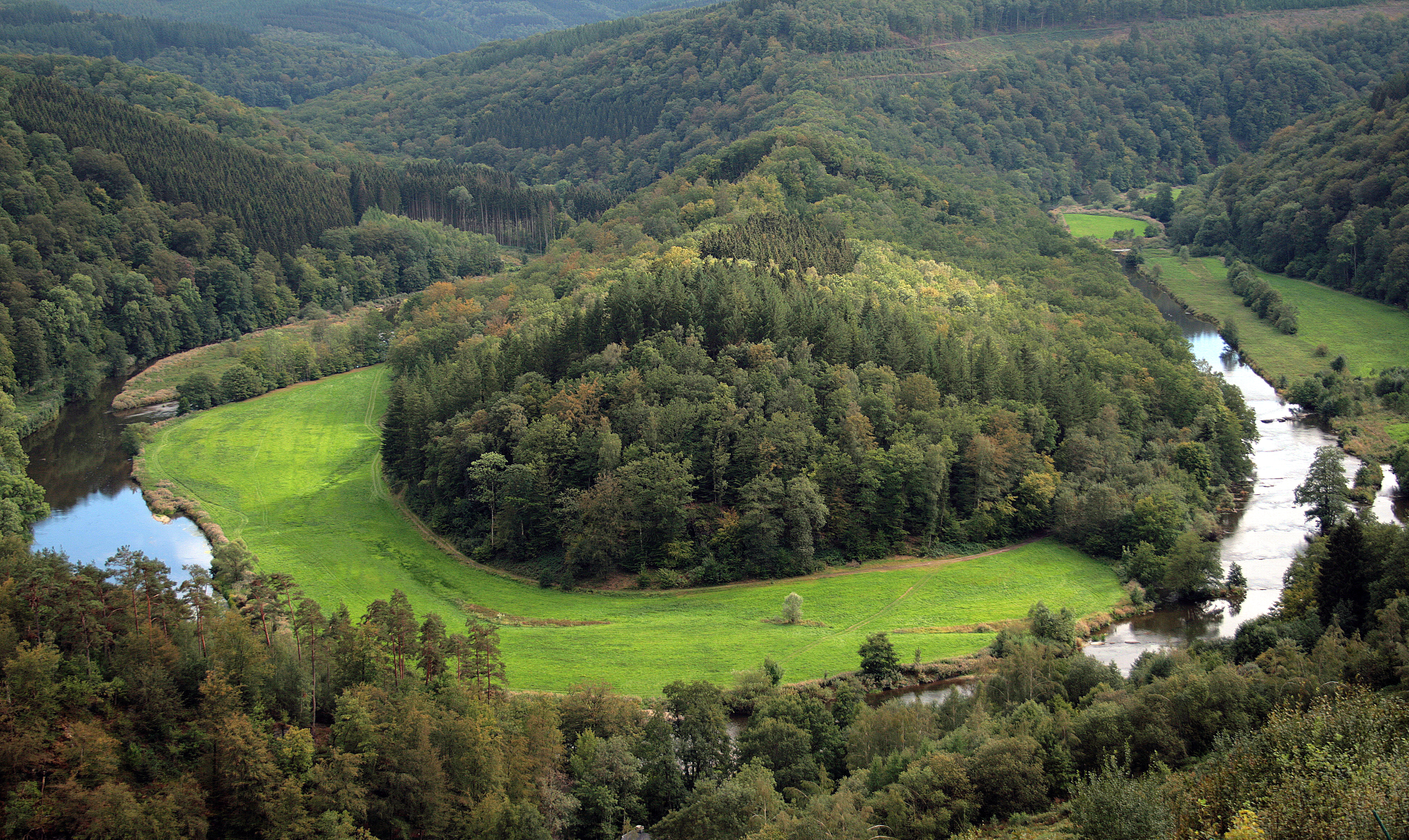
De Semois in de Ardennen, bij Bouillon

Het gebied van België bestaat uit twee delen: laagland, dat behoort tot de kustvlakte van de Noordzee in het noorden; en het plateau van de Ardennen in het zuiden. Deze tweedeling heeft een geologische oorsprong. In de Ardennen liggen harde gesteenten van hoge ouderdom (Paleozoïcum) aan het oppervlak, waarin rivieren zich diep hebben ingesneden. In Vlaanderen bestaat de ondiepe ondergrond net als in Nederland en grote delen van Noord-Duitsland uit ongeconsolideerde sedimentaire gesteenten uit het Tertiair en Kwartair. In Vlaanderen was de bodem op vele plaatsen vroeger moerassig, maar hij is door de mens tot wateringen gedraineerd.

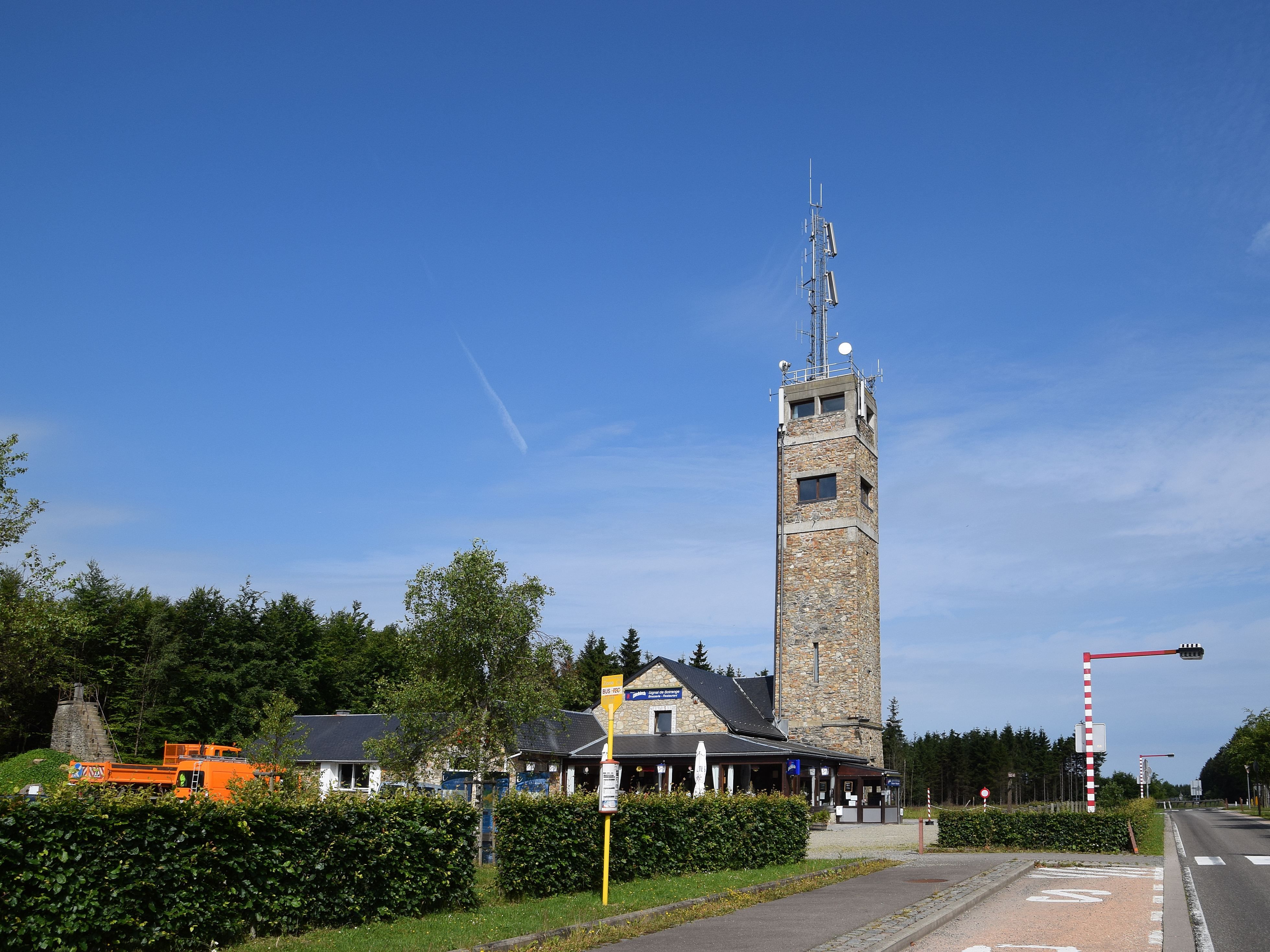
Het signaal van Botrange, Belgiës hoogste punt, op 694 meter

De rivieren Maas, Schelde en IJzer hebben een groot deel van hun stroomgebied in België liggen. In het uiterste oosten van het land ligt in de provincies Luik en Luxemburg ook een gebied dat toebehoort aan het stroomgebied van de Rijn (via de Moezel), in het zuiden van de provincie Henegouwen een klein gebied dat tot het stroomgebied van de Seine behoort (via de Oise).
België heeft een kustlijn van 66,6 km. Als men rekening houdt met de uitstulping van de haven van Zeebrugge bekomt men een lengte van 72,3 km. De Belgische territoriale wateren zijn in de breedte afgebakend als de twaalfmijlszone gemeten vanaf de laagwaterlijn, rekening houdend met bij eb droogvallende bodemverheffingen en permanent uitstekende havenwerken. De zijwaartse begrenzing vloeit voort uit verdragen met Frankrijk (1990) en Nederland (1996). Zo afgebakend beslaat de territoriale zee een oppervlakte van ca. 1440 km².

### Statistieken
België is met 385 inwoners per vierkante kilometer (2024) een van de dichtstbevolkte landen in Europa. Dit geldt nog meer voor Vlaanderen, dat goed is voor ongeveer 60 procent van de bevolking op slechts 40 procent van de oppervlakte. De totale landoppervlakte bedraagt 30.689 km², waarmee België een kwart kleiner is dan Nederland en iets groter dan Lesotho en Armenië. Volgens het Koninklijk Belgisch Instituut voor Natuurwetenschappen beslaat het Belgisch territorium 33.990 km², maar daarin tellen de Belgische territoriale wateren tot 12 zeemijlen in de Noordzee mee.
België grenst aan Frankrijk, Luxemburg, Duitsland, Nederland en de Noordzee en bezit zo een staatsgrens van 1445,5 kilometer.
Het hoogste punt is het Signaal van Botrange op 694 meter en het hoogstgelegen dorp is Rocherath (een deelgemeente van Büllingen) op 655 meter.
Het geografisch middelpunt is te vinden in Nil-Saint-Vincent.

### Natuur

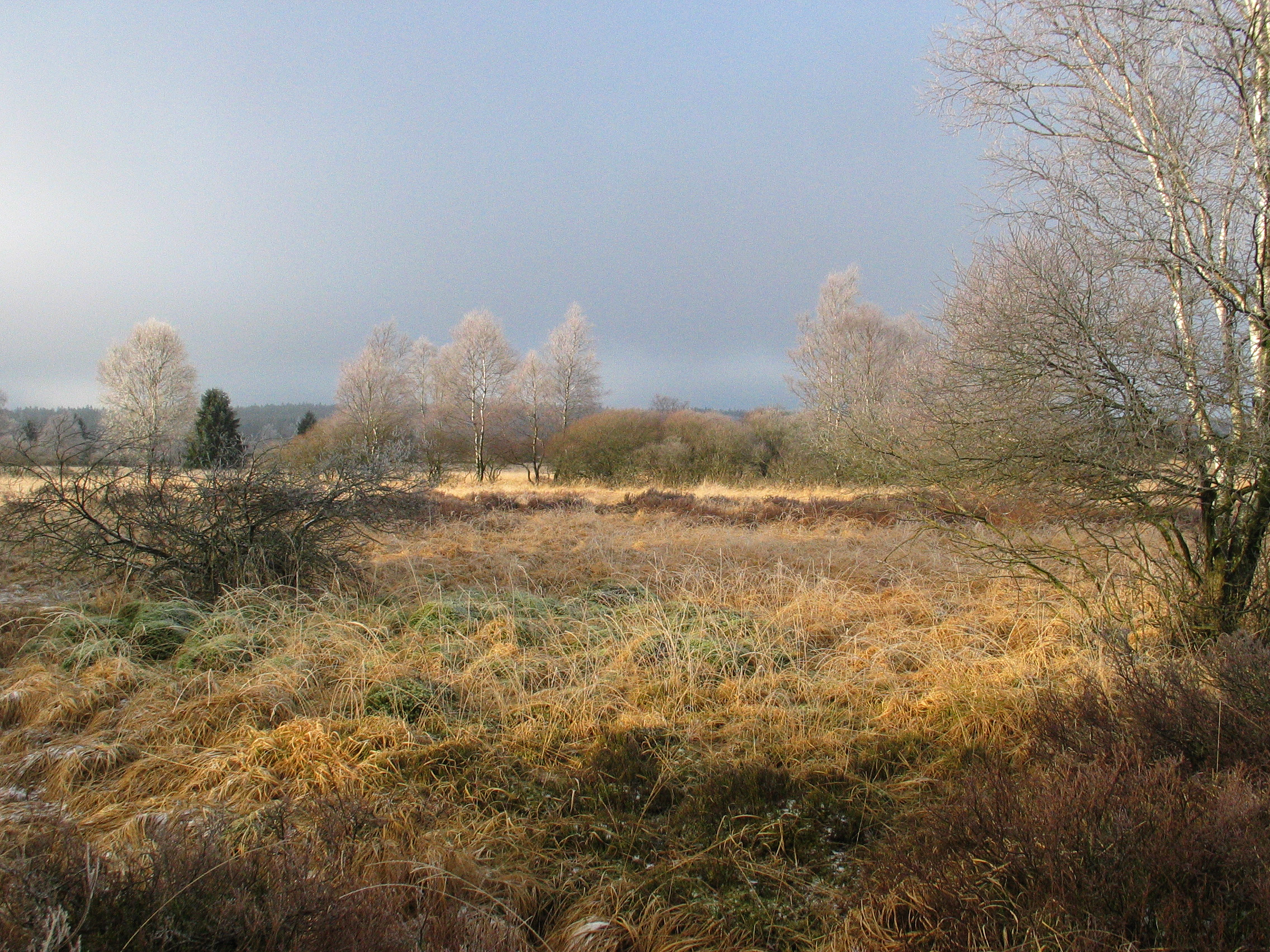
De Hoge Venen

Van het Belgische grondoppervlak is 21,4 procent bedekt met bos, hoofdzakelijk in Wallonië. In Vlaanderen bevinden zich buiten de steden en industriegebieden vooral landbouwzones met daarnaast nog bossen vooral in de Kempen (ten oosten van de stad Antwerpen en Noord-Limburg). Belangrijke bossen in Brabant zijn het Hallerbos, het Zoniënwoud bij Brussel en het Heverleebos en het Meerdaalwoud bij Leuven. De totale bosoppervlakte in Vlaanderen bedraagt 146.381 hectare en er ligt 22.135 hectare park beheerd door gemeenten en steden.

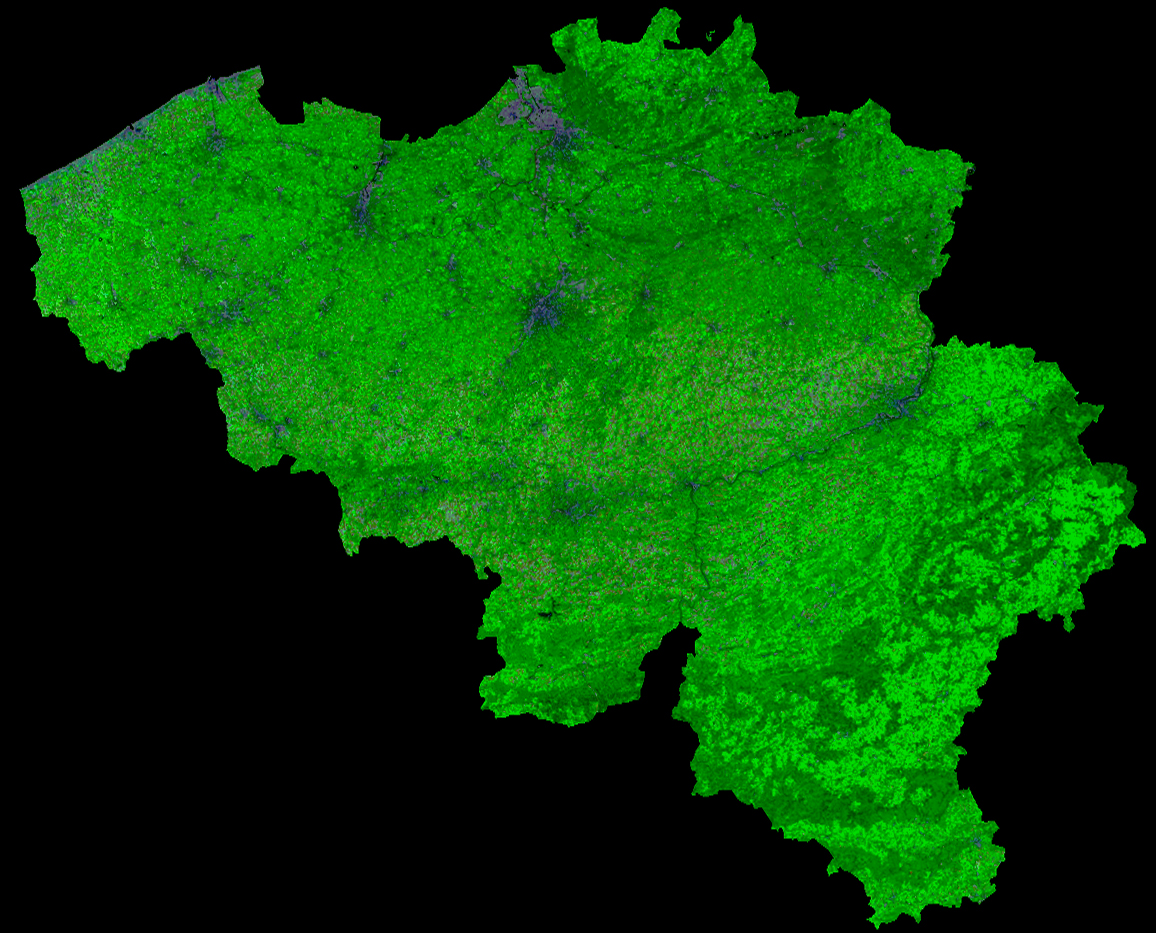
Vegetatie van België, foto vanuit de ruimte met de PROBA-V-satelliet van de ESA

In de Ardennen is de natuur uitgestrekt, omdat de bevolkingsdichtheid er lager ligt dan in Vlaanderen. Een derde van de oppervlakte van Wallonië is bebost en dat oppervlak wordt ook alsmaar groter. Een groot deel ervan bestaat uit dennenbossen.
Een van de meest ongerepte stukjes natuur zijn de Hoge Venen. Door het strenge klimaat, de vele neerslag en de strenge, lange winters komen daar zeldzame plantensoorten voor, die typisch zijn voor bergstreken of voor Noord-Europa. De fauna en flora in de Hoge Venen zijn bedreigd door de opwarming van de aarde.
Er zijn zes nationale parken in België, twee Unesco-geoparken (Geopark Schelde Delta en Geopark Famenne-Ardenne), Vlaamse landschapsparken en Waalse natuurparken.

### Klimaat en weer
België heeft een gematigd zeeklimaat.

#### Temperatuur
De gemiddelde temperatuur in België is 11,2 °C. In de winter wordt het gemiddeld niet kouder dan 5 °C. Die relatief zachte temperaturen worden veroorzaakt door de warme Golfstroom in de Atlantische Oceaan die ook de Noordzee verwarmt. De laagste temperatuur wordt laat in de winter bereikt, omdat dan het water is afgekoeld. Verder heeft het weer een sterk wisselvallig karakter. Zo is de laagste temperatuur ooit gemeten in België −30,1 °C, terwijl de hoogste temperatuur ooit 40,6 °C was.
Volgens de temperatuurstatistieken van het KMI is er de jongste jaren sprake van een duidelijke toename van de gemiddelde temperatuur.
Gemiddelde temperaturen in België (1951-2018)
| Decennium    | Temperatuur |
| ------------ | ----------- |
| 1951-1959(*) | 8,92        |
| 1960-1969    | 8,76        |
| 1970-1979    | 8,94        |
| 1980-1989    | 9,07        |
| 1990-1999    | 9,69        |
| 2000-2009    | 10,26       |
| 2010-2019    | 11,08       |
| 2020-2023(*) | 11,80       |

(*) Onvolledig decennium

#### Neerslag
De gemiddelde neerslag bedraagt 925 mm/jaar, met uitersten van 740 mm/jaar (Haspengouw, Westhoek) tot meer dan 1400 mm/jaar op de Hoge Venen. De meeste neerslag valt in de winter (vooral december), terwijl april gemiddeld de droogste maand is.

## Bevolking

### Talen
Officiële talen in België zijn:

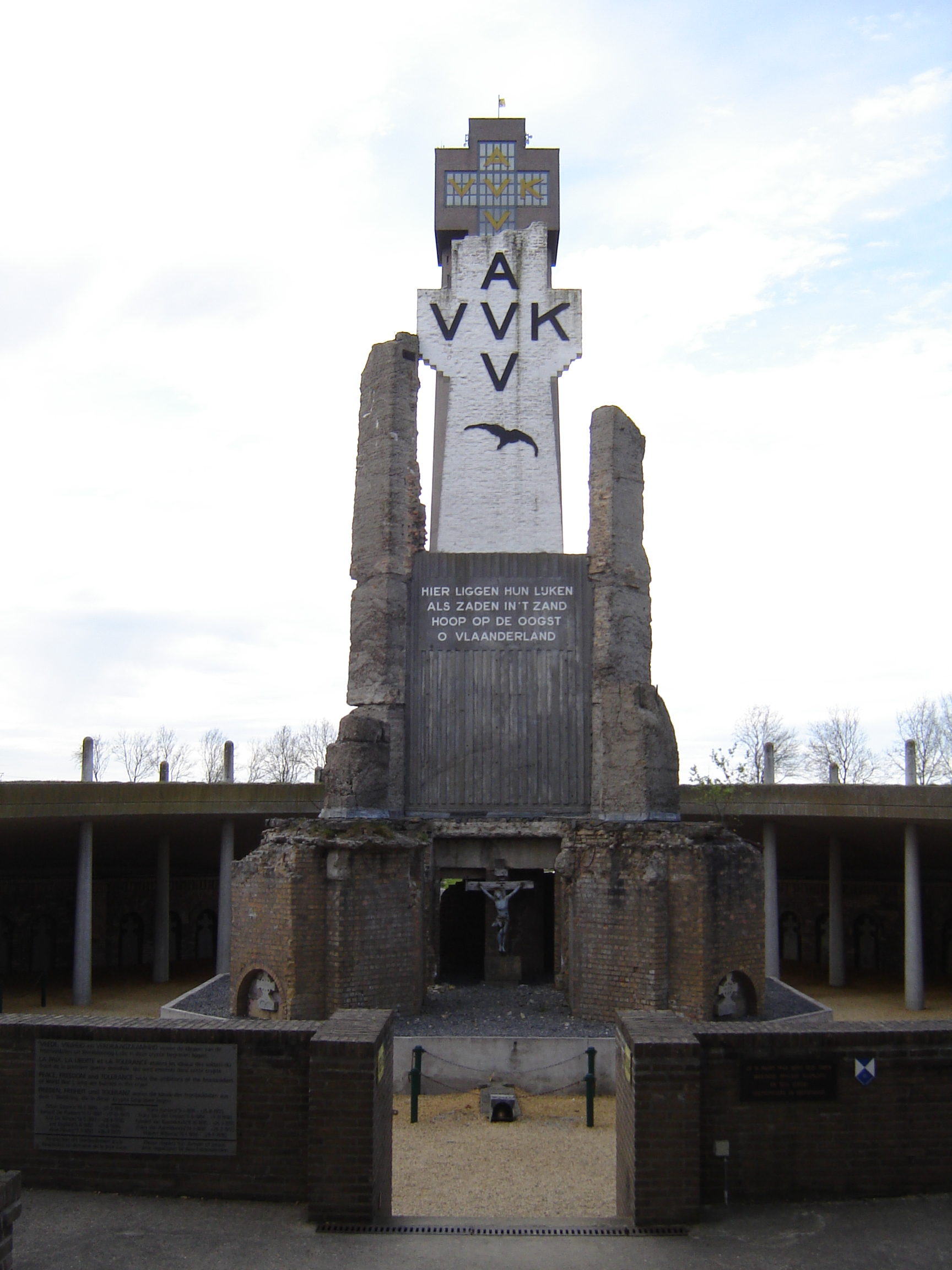
De IJzertoren in Diksmuide

- Nederlands (ca. 60% van de bevolking);
- Frans (ca. 40% van de bevolking);
- Duits (ca. 0,7% van de bevolking: 76.000 sprekers in het uiterste oosten van het land).[16]

Het Nederlands is in het Vlaams Gewest de bestuurstaal en staat in het Brussels Hoofdstedelijk Gewest op gelijke voet met het Frans. De hoofdstad Brussel is dus officieel tweetalig, maar in werkelijkheid meertalig. De grote meerderheid van de Brusselaars kiest in zijn contacten met de overheid voor het Frans. Het Frans is de officiële taal in Wallonië en Duits is de taal van de overheid in de Duitstalige gemeenschap, de oostelijke grensgemeenten met Duitsland in de provincie Luik.
De tussen Nederland en de overwegend Franstalige provincie Luik ingeklemde gemeente Voeren (in het Frans: Fourons) is een Nederlandstalige exclave. Het is een deel van Vlaanderen, met taalfaciliteiten voor de Franstalige minderheid. De stad Komen-Waasten (Frans: Comines-Warneton), gelegen tussen Frankrijk en de Vlaamse provincie West-Vlaanderen, is sinds 1963 officieel een deel van Wallonië en dus Franstalig, met taalfaciliteiten voor de Nederlandstalige minderheid.
De taalgrens in België komt ruwweg overeen met de Via Belgica, de Romeinse heirbaan tussen Keulen en Bavay, die sinds de 4e eeuw als culturele grens fungeerde, en loopt ruwweg ten zuiden van Brussel. De verfransing van Brussel, dat iets ten noorden van deze taalgrens ligt, is vooral het gevolg van grote inwijking na de industrialisering vanaf de 19e eeuw. Daarbij komt de eeuwenlange rol van Brussel als bestuurscentrum, met een Franstalige bovenlaag. Dat resulteerde in de verfransing van de oorspronkelijk grotendeels Nederlandstalige stad.
In de 19e en de eerste helft van de 20e eeuw was het bestuur van België (onder andere wegens het cijnskiesstelsel) vrijwel volledig Franstalig, de toplaag kende nauwelijks of geen Nederlands. De eerste taalwetten, die bepaalde rechten voor Nederlandstaligen garandeerden, werden aangenomen in 1873. Hiermee waren de landstalen nog niet gelijkwaardig. Zo zorgde de onderwijswet van 1876 ervoor dat het middelbaar onderwijs in Vlaanderen tweetalig werd, maar niet in Wallonië.
Een eerste belangrijk keerpunt was de Eerste Wereldoorlog, waar de Vlaamse frontsoldaten met Franstalige officieren rechten opeisten onder de leuze "Hier ons bloed, wanneer ons recht?". Ook de na deze oorlog opgetrokken IJzertoren met het opschrift AVV-VVK (Alles voor Vlaanderen – Vlaanderen voor Kristus) drukt een Vlaamse bewustwording uit. Dit wettelijk gelijkwaardig maken gebeurde pas met de taalwet van 1932, toen het middelbaar onderwijs officieel eentalig werd met Nederlands in Vlaanderen en Frans in Wallonië. Officieus zijn er in grotere steden en in industriële centra in Vlaanderen tot in de jaren 1960 elitaire Franstalige scholen blijven functioneren.
De reële toepassing van de gelijke rechten voor taalgroepen in overheid, onderwijs en rechtspraak verliep traag, ging soms gepaard met duidelijke onwil en verandering kwam er vaak slechts na acties en politieke druk. Dit is mede de katalysator geweest voor de toenemende middelpuntvliedende kracht in het unitaire België. Die werd manifest na het werk van het Centrum Harmel, een studiecentrum genoemd naar de Luikse christendemocratische politicus Pierre Harmel, die hiervoor in 1948 het parlementair initiatief had genomen. Het centrum functioneerde van 1949 tot 1953, en kwam in 1958 met haar rapport met voorstellen om de sociale, politieke en wettelijke problemen in de Waalse en Vlaamse gewesten aan te pakken.
In 1963 werd de taalgrens wettelijk vastgelegd. Dit bepaalde dat het Frans of het Nederlands de bestuurstaal werd van de overheid. Verschillende gemeenten langs de taalgrens veranderden daarom van provincie, sommigen kregen faciliteiten voor de Franstalige, Nederlandstalige of Duitstalige minderheid.
Een snelle wending ontstond door Leuven Vlaams in 1968. Acties van – onder meer – studenten dwongen de katholieke bisschoppen uiteindelijk om de Katholieke Universiteit Leuven te splitsen. In 1970 werd een nieuwe Franstalige Université Catholique de Louvain opgericht, bekend als Louvain-la-Neuve in het Waals-Brabantse Ottignies, even ten zuiden van de taalgrens. De prestigieuze Leuvense universitaire bibliotheek werd opgedeeld.
In de Nederlandstalige lagere scholen in Vlaanderen en het Brussels hoofdstedelijk gewest is het Frans verplicht vanaf het vijfde leerjaar, terwijl leerlingen in het Franstalig lager onderwijs een keuze hebben. Zij kiezen in meerderheid Engels voor het Nederlands. Vlaams minister van onderwijs Pascal Smet pleitte in 2011 om het Engels de tweede taal te maken in Vlaanderen, maar zijn voorstel stuitte op heel wat kritiek, vooral vanuit Franstalige hoek. In de taalnota van deze minister stond dat vanaf het schooljaar 2013–2014 het Frans en het Engels twee gelijkwaardige talen als "tweede taal" behandeld zouden moeten worden in Vlaanderen. In Wallonië is onderwijs meestal in het Frans. Daarnaast kunnen leerlingen kiezen uit Engels of Nederlands als tweede taal. De meerderheid kiest voor Engels waardoor Nederlands zelden gesproken wordt.

#### Gebarentalen
Vlaamse Gebarentaal (VGT, circa 6000 moedertaalgebruikers), Frans-Belgische Gebarentaal (LSFB, circa 5000 moedertaalgebruikers).

#### Dialect en streektaal
In België worden er sterk van elkaar verschillende dialecten en streektalen gesproken. In Vlaanderen spreekt men verschillende taalvormen die als variëteiten van de Nederlandse taal worden beschouwd, zoals het West-Vlaams, Oost-Vlaams, Brabants, Limburgs en Kempens, inclusief typische stadstalen zoals het Gents, Antwerps, Brugs of Leuvens. Enkele van deze dialecten worden volgens sommige instanties ook als aparte taal gezien, zoals het Limburgs en West-Vlaams. Dialecten hebben in Vlaanderen echter geen officiële status.
Sommige sprekers van "Nederlandse" dialecten bij de taalgrens, bijvoorbeeld in Brussel en in de Voerstreek, beschouwen zichzelf als "Franstalig" omdat ze naast hun dialect het Frans als (belangrijkste) cultuurtaal gebruiken (zie verder Nederlandse dialecten).
In Wallonië wordt door een deel van de bevolking ook een taal gesproken die als afzonderlijke streektaal is erkend. Het Waals is de belangrijkste, voor deze taal is geprobeerd een genormaliseerde spelling te vormen. Ook het Waalse volkslied was oorspronkelijk in het Waals. Buiten het Waals bestaan er nog enkele andere lokale en erkende streektalen, namelijk het Picardisch in het westen van Wallonië, Gaumais of Lotharings in het zuiden van Belgisch Luxemburg, het Champenois en het Luxemburgs rond de Luxemburgse provinciehoofdstad Aarlen. Het Waals wordt ook wel Patois (Plat) genoemd.

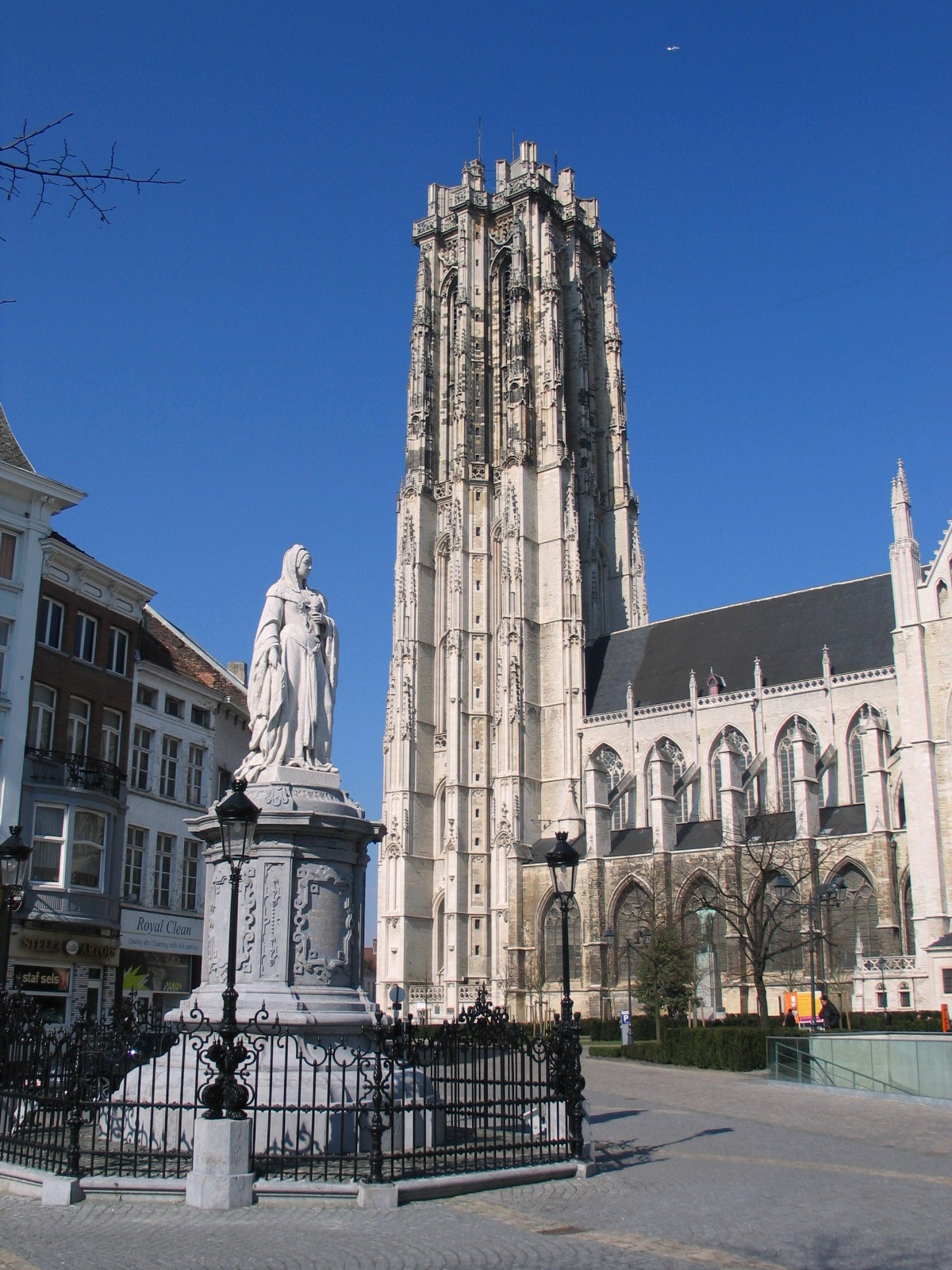
Sint-Romboutskathedraal te Mechelen

### Religie
België is traditioneel een katholiek land en de Belgische Katholieke Kerk is de grootste religie. De vele vaak opvallende kerken, kathedralen en kapelletjes getuigen daarvan. Het christendom verbreidde zich reeds vroeg in het gebied van het huidige België. In de 4e eeuw was de H. Servatius werkzaam te Tongeren. Bloeiende kloosters zoals de Sint-Pietersabdij en de Sint-Baafsabdij in Gent, de abdijen van Lobbes, St-Hubert, Stavelot en vele andere rezen op en droegen bij tot de economische en culturele ontwikkeling van het land. De hervormingsbeweging in de 16e eeuw die aanvankelijk een groot succes kende in de Zuidelijke Nederlanden en gepaard ging met politiek verzet tegen de absolutistische tendens van het huis Habsburg, werd vooral door Filips II gestuit. Onder de aartshertogen Albrecht en Isabella verdween de invloed van het protestantisme vrijwel volledig en werd het katholicisme vernieuwd door de besluiten van het Concilie van Trente (1545–1563), de Katholieke Hervorming en het werk van de jezuïeten. Tijdens de kerkvervolging ten tijde van de Franse Revolutie was het religieus verzet zeer sterk. De grondwet van 1831 waarborgt de vrijheid van godsdienst. Ernstige spanningen tussen Kerk en Staat deden zich voor tijdens de schoolstrijden van 1878–1884 en die van 1954–1958.
Het wekelijkse kerkbezoek in België is sinds de jaren 1960 sterk gedaald en bedroeg anno 2008 minder dan 7%, daar waar in 1950 circa 50 % van de bevolking de zondagsplicht vervulde. In Vlaanderen ligt het kerkbezoek hoger dan in de overige landsgedeelten: volgens gegevens van de Katholieke Kerk zelf bedroeg het kerkbezoek 12,7% in 1998 tegen 11,2% voor België en volgens een studie van de Katholieke Universiteit Leuven ging 8% van de Vlamingen wekelijks naar de kerk in 2006.
Volgende getallen zijn voor Vlaanderen, de kerkpraktijk in Wallonië en Brussel is lager dan in Vlaanderen, dus de getallen voor geheel België zijn dan ook lager. In 1976 ging 36 procent van de Vlamingen tussen 5 en 69 jaar nog wekelijks naar de zondagsmis. In 1998 was dat 13 procent. In 2009 daalde dat aandeel tot 5,4 procent, wat neerkomt op zo'n 247.000 mensen tussen de 5 en 69 jaar.
Begrafenissen (61%, in 2006) en doopplechtigheden (45%, in 2016) gebeuren dikwijls in de kerk. Het aantal kerkelijke huwelijken neemt af, van 49% in 1998 naar 27% in 2006.
België onderhoudt diplomatieke contacten met het Vaticaan. Het is bestuurlijk ingedeeld in acht bisdommen en een militair ordinariaat en vormt één kerkprovincie waarvan de aartsbisschop van Mechelen-Brussel, Luc Terlinden, de metropoliet is. De Heilige Jozef is de beschermheilige van België.
Het Katholiek Onderwijs Vlaanderen is de koepel-organisatie van de inrichtende machten, die door de Belgische bisschoppen belast is met de coördinatie en de vertegenwoordiging van het katholiek onderwijs in Vlaanderen. Sinds de Schoolpact-wet van 29 mei 1959 worden de katholieke scholen ook grotendeels door de staat gesubsidieerd.
Beroemd zijn Belgische missionarissen, zoals Peter van Gent in Mexico, Pater Damiaan bij de melaatsen in Molokai, Joos De Rijcke in Ecuador, Ferdinand Verbiest in China en nu nog Jeanne De Vos in India. Priester Adolf Daens en kardinaal Jozef Cardijn waren katholieke geestelijken die zich voor de arbeiders-emancipatie hebben ingezet.
De rest van de Belgen is agnost, atheïst, vrijzinnig (ca. 28%), moslim (ca. 7%), protestants (ca. 1,8%) of joods (ca. 2,6%).

### Samenstelling

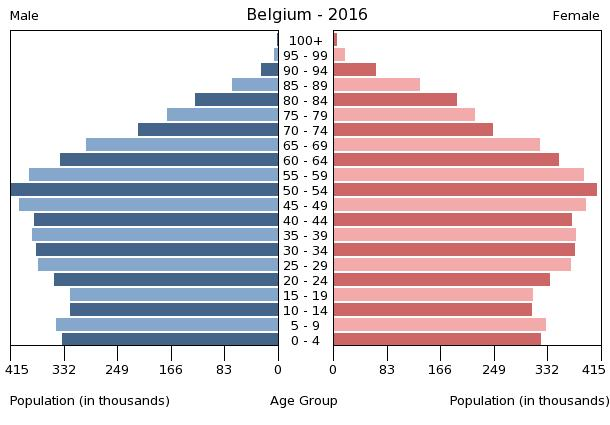
Bevolkingspiramide van België anno 2016 (bron: CIA World Factbook)

De gezinsgrootte in België is de laatste decennia sterk gedaald maar de laatste tijd weer licht gestegen. De vruchtbaarheidsgraad ligt op 1,68 kinderen per vrouw, ver onder de vruchtbaarheidsgraad die nodig is om de bevolking op een natuurlijke wijze in stand te houden.
15 procent van de bevolking is ouder dan 65 jaar. De levensverwachting ligt op 79 jaar voor de mannen en 83 jaar voor de vrouwen. De kwaliteit van de Belgische gezondheidszorg behoort tot de beste ter wereld. Wat de levensstandaard betreft zijn er ongelijkheden tussen de inwoners van de verschillende gewesten; het Vlaams Gewest is financieel gezien rijker dan Wallonië. Samen zijn Belgen de mediaan rijkste Europeanen in landen met een populatie groter dan 1 miljoen inwoners.

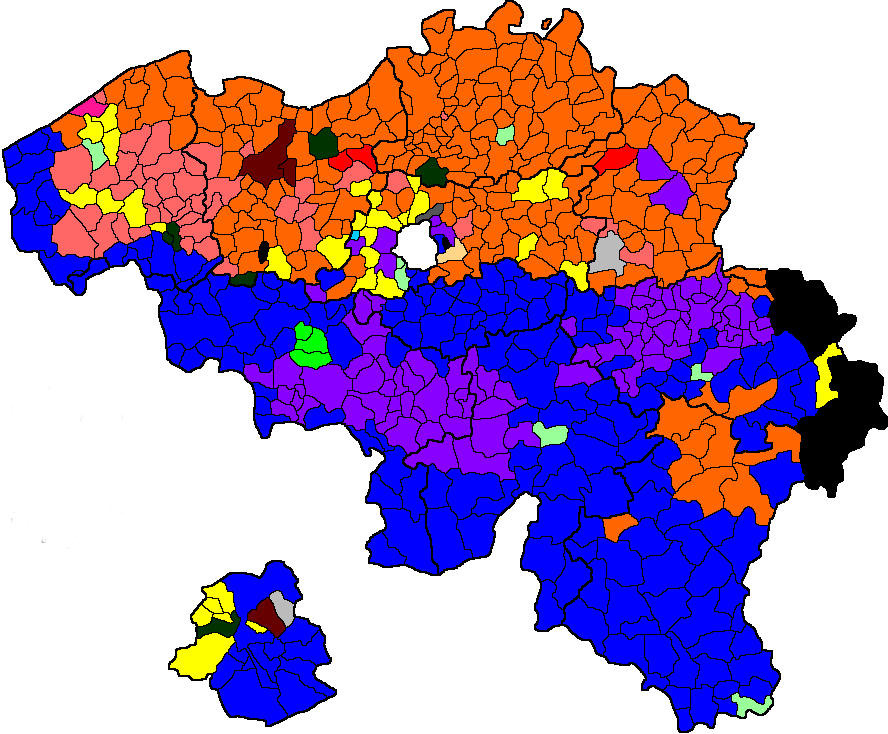
Deze kaart toont per gemeente welke groep buitenlanders (mensen zonder Belgisch paspoort) het grootst is.
Oranje: Nederlanders;
Blauw: Fransen;
Zwart: Duitsers;
Paars: Italianen.
Klik op de afbeelding voor een volledige legenda en andere details.

De Belgische bevolking bestaat voor bijna een miljoen uit immigranten. Een eerste grote golf inwijkelingen waren Italianen die in Wallonië en Limburg in de mijnen kwamen werken. Na de Mijnramp van Marcinelle in 1956 leverde Italië geen gastarbeiders meer en volgde een nieuwe golf Marokkanen en Turken die vanaf de jaren 1960 de tekorten op de arbeidsmarkt kwamen invullen. Bovendien woont er ook een gemeenschap uit de vroegere kolonie Belgisch-Congo.

### Groei
België telde 11.825.551 inwoners op 1 januari 2025. In Vlaanderen woonden er 6.864.766 personen, in Wallonië 3.704.990 en in het Brussels Hoofdstedelijk Gewest 1.255.795.
In vergelijking met andere Europese landen is de Belgische bevolking traag gegroeid: 4,5 miljoen in 1850, bijna 7 miljoen in 1900, 10,2 miljoen in 2000. Ter vergelijking: de Nederlandse bevolking groeide van een derde minder (3 miljoen in 1850) tot meer dan de helft meer (16 miljoen in 2000).
De groei is sinds 1989 vooral te danken aan de sociale bevolkingsgroei. Het positieve migratiesaldo is goed voor 2/3 van de totale bevolkingsaanwas, tegenover 1/3 als gevolg van natuurlijke bevolkingsgroei.
Deze groei is per gewest en provincie sterk verschillend geweest. Terwijl de bevolking van België in zijn geheel over de periode 1846–2016 toenam met een factor 2,60 was dit voor het Vlaams Gewest 2,76, voor het Waals Gewest 2,03 en voor het Brussels Hoofdstedelijk Gewest 5,61. In het Waals Gewest is de groei vanaf 1930 tot 2016 beperkt gebleven (20%) en deze is dan nog grotendeels te wijten aan de immigratie vanuit het buitenland. In het Vlaams Gewest heeft de groei ook na 1930 doorgezet (55% voor dezelfde periode). De sterke groei in het Brussels Hoofdstedelijk Gewest was tot de Tweede Wereldoorlog vooral het gevolg van de binnenlandse migratie, waarna de stadsvlucht die optrad in de tweede helft van de 20e eeuw slechts opgevangen werd door immigratie vanuit het buitenland en het inwoneraantal ongeveer stabiel bleef. Slechts sinds 1996 groeit de bevolking er weer en nu zelfs sneller dan het nationaal gemiddelde. Dit is het gevolg van buitenlandse immigratie en een hoger geboorteaantal bij de allochtone bevolking, want de binnenlandse migratie vertoont nog steeds een negatief saldo.
Behalve in het Brussels Hoofdstedelijk Gewest kennen ook de provincies Waals-Brabant en Luxemburg recent een sterker dan gemiddelde groei die vooral te wijten is aan economische migratie door de aantrekkingskracht van Brussel en Luxemburg.

## Politiek en bestuur

Grafische voorstelling van de Grondwet van België

### Politiek
De naoorlogse politiek in België wordt beheerst door zogenaamde breuklijnen. Die historisch gevormde breuklijnen zijn:
- het communautaire: dit is de nieuwe naam voor wat vroeger wel als de Vlaams-Waalse tegenstellingen of ook de Vlaamse ontvoogdingsstrijd werd beschreven;
- het sociale: ook wel de klassenstrijd of de tegenstelling tussen het kapitaal en de werkmensen;
- het levensbeschouwelijke: op het eerste gezicht de tegenstelling tussen klerikaal-antiklerikaal, maar verbreed naar het vlak van ethische problemen (zoals abortus, euthanasie) en de scheiding tussen kerk en staat.

Deze breuklijnen vertalen zich deels naar politieke partijen maar lopen ook dikwijls door partijen heen. De gewijzigde staatsstructuur volgt uit die breuklijnen.
Sommigen zien in het verschil in taal ook een verschil in cultuur en traditie: Germaanse in het noorden, Romaanse in het zuiden. Dit zou zich ook uiten in politieke verschillen: de christendemocraten zijn naar verhouding sterker in (landelijk) Vlaanderen dan in (het vroeger geïndustrialiseerde) Wallonië, voor de sociaaldemocraten geldt het omgekeerde. Vroeger lag het economisch zwaartepunt van het land in het gewest Wallonië met zijn mijnen en zware industrie, maar sinds de jaren 1960 is de Waalse industrie verouderd en in crisis. Het economische belang van het gewest Vlaanderen groeide door zijn havens, kleine en middelgrote ondernemingen (kmo's) en de constante groei van de dienstensector.
Brussel, de federale hoofdstad, de hoofdstad van het Vlaams en Brussels Hoofdstedelijk Gewest en de Vlaamse Gemeenschap, zetel van de Europese Raad, Europese Parlement en Europese Commissie, en tal van andere internationale organisaties, is zonder enige twijfel de belangrijkste stad van het land, en tevens de meest controversiële stad: ze vormt de inzet van veel twisten. Brussel is historisch een Nederlandstalige Brabantse stad en het Brussels Hoofdstedelijk Gewest ligt volledig ingesloten door het Vlaams Gewest. Brussel is de hoofdstad van Vlaanderen, maar ook van de Franse Gemeenschap. In theorie is Brussel tweetalig, maar in de praktijk meertalig met Frans als voornaamste taal. Zoals elke grote stad deint Brussel verder uit naar de Vlaamse Rand, die bij het Vlaams Gewest hoort. Dat zorgt voor politieke, communautaire spanningen, die hoog op kunnen lopen.

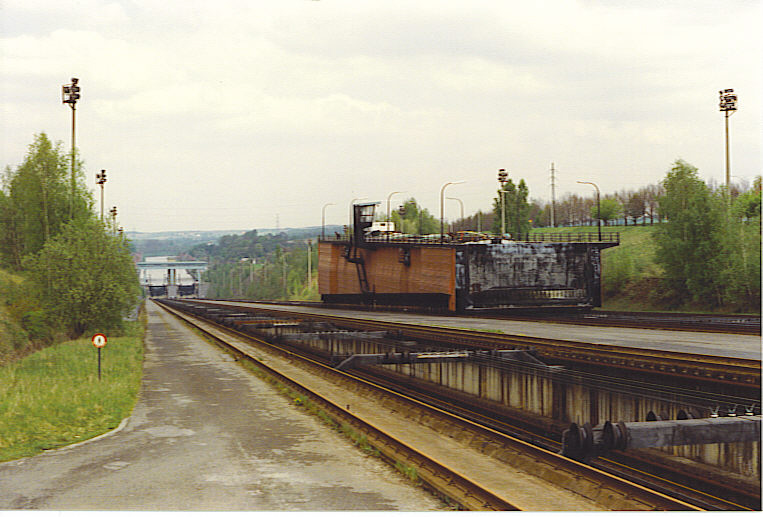
Het hellend vlak van Ronquières, gevolg van wafelijzerpolitiek

Kenmerkend voor België was de wafelijzerpolitiek als middel om spanningen af te kopen, al dan niet in communautaire kwesties. Wafelijzerpolitiek kwam erop neer, dat voor elke overheidsinvestering op één plaats een overeenkomstige investering bij de concurrent moest staan of omgekeerd. Voorbeeld is het groots ogende Hellend vlak van Ronquières ter compensatie van de uitbreiding van de haven van Brugge-Zeebrugge.
Een heet hangijzer was tussen circa 2002 en 2012 de kwestie Brussel-Halle-Vilvoorde (B-H-V). Volgens het Grondwettelijk Hof was het handhaven van deze kiesomschrijving, terwijl overal elders per provincie werd gestemd, ongrondwettelijk. B-H-V werd opgesplitst in het tweetalig Brussels Hoofdstedelijk Gewest en het Nederlandstalige Halle-Vilvoorde, dat in het kiesdistrict Vlaams-Brabant opging. Dit weliswaar in ruil voor bijkomende financiering voor Brussel en taalfaciliteiten in Halle-Vilvoorde.
Als gevolg van de federalisering aan het einde van vorige eeuw, hebben de politieke partijen een metamorfose ondergaan. De grote unitaire (nationale) partijen werden gesplitst in een Franstalige en Nederlandstalige vleugel (BSP-PSB werd sp.a en PS; CVP-PSC werd CD&V en cdH); sindsdien netwerken de politici uit de verschillende gewesten (c.q. gemeenschappen) eigenlijk vooral binnen hun taalgroep en verlopen de contacten over de taalgrens heen minder vlot, politici kennen elkaar niet zo goed meer (op het persoonlijke vlak), er ontstaat zo een soort publieke communicatie over de taalgrens heen waarbij de pers als "proxy" fungeert.
Met Sophie Wilmès kreeg België op 27 oktober 2019 voor het eerst een vrouwelijke eerste minister.

### Staatsstructuur

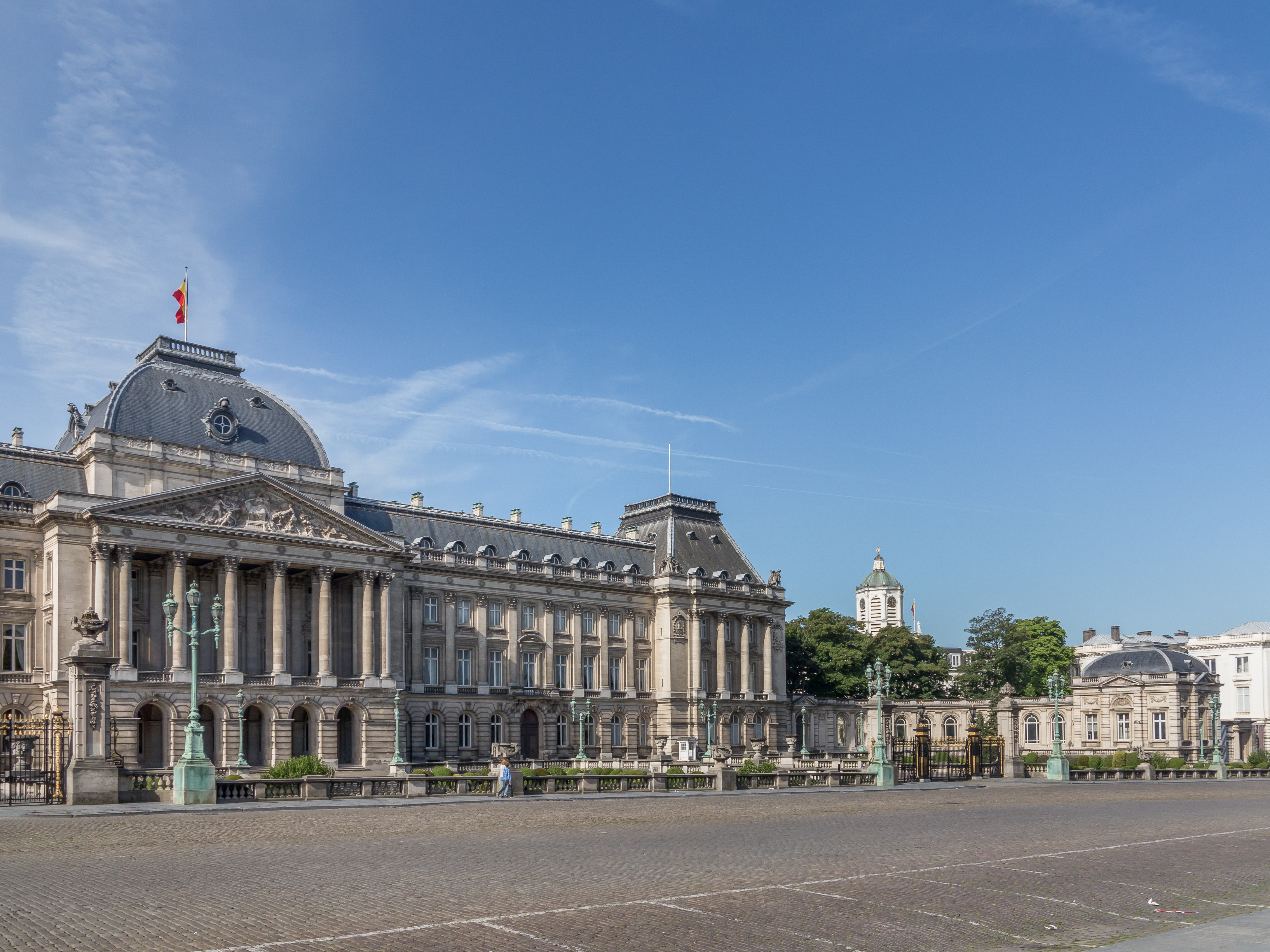
Het Koninklijk Paleis te Brussel

Na een revolutionaire opstand maakte België zich op 4 oktober 1830 onafhankelijk van Nederland. Een poging om opnieuw aan te sluiten bij Frankrijk mislukte (zie rattachisme). België koos voor onafhankelijkheid met een koning aan het hoofd. België is de enige erfelijke constitutionele volksmonarchie ter wereld met aan het hoofd de Koning der Belgen. Dit werd, onder Engelse druk, een Duitse vorst die verwant was aan het Britse koningshuis, Leopold van Saksen-Coburg-Gotha. Hij werd opgevolgd door zijn zoon Leopold II die de kolonie Belgisch-Congo schonk aan België, koning-ridder Albert, de in de koningskwestie omstreden Leopold III, de bij de bevolking geliefde Boudewijn en vervolgens diens broer, koning Albert II. In 2013 werd Filip de zevende koning der Belgen. België is sinds eind 20e eeuw een federaal land en een constitutionele monarchie met aan het hoofd een koning die formeel weinig politieke macht bezit, maar in de praktijk genoeg ervaring kan opbouwen om informeel politieke invloed uit te oefenen.
België bestaat als federale staat uit verschillende gemeenschappen en gewesten die naast de federale regering een eigen regering hebben. De Grondwet beschrijft België op de volgende wijze:
- Titel 1
  - Art. 1 stelt dat België een federale Staat is, samengesteld uit de gemeenschappen en de gewesten.
  - Art. 2 dat België drie gemeenschappen omvat: de Vlaamse Gemeenschap, de Franse Gemeenschap en de Duitstalige Gemeenschap,
  - Art. 3 dat België drie gewesten omvat: het Vlaams Gewest (waarin vooral Nederlandstaligen wonen, met in bepaalde gemeenten faciliteiten voor Franstaligen), het Waals Gewest (waarin vooral Franstaligen en de Duitstalige gemeenschap wonen, in bepaalde gemeenten faciliteiten voor de Nederlandstaligen) en het tweetalige Brussels Hoofdstedelijk Gewest (waarin het Nederlands en het Frans wettelijk gelijkwaardig zijn),
  - Art. 4 dat België vier taalgebieden omvat: het Nederlandse taalgebied, het Franse taalgebied, het tweetalige gebied Brussel-Hoofdstad en het Duitse taalgebied.

In België hebben de volgende bestuurslagen, territoriale onderdelen waar regels vastgesteld en/of beslissingen worden genomen over bepaalde gebieden en/of hun bewoners, bevoegdheden:
- federale overheid
  - gewesten
  - gemeenschappen
    - provincies (niet in het Brussels gewest)
      - arrondissementen (gedeconcentreerde onderdelen van de gewestelijke overheid)
        - gemeenten
          - districten (alleen in de gemeente Antwerpen)

Daarnaast heeft België als lidstaat burgers bindende bevoegdheden overgedragen aan de supranationale Europese Unie.
| Niveau           | Supranationaal                                                  | Nationaal                                                       | Nationaal                         | Gewest                                                        | Gemeenschap | Provincie                    | Arrondissement               | Provinciedistrict            | Kanton                       | Gemeente        | District            |
| Niveau           | Europese Unie                                                   | België                                                          | België                            | Vlaams Gewest Waals Gewest Brussels Hoofdstedelijk Gewest     | Vlaamse Gemeenschap Franse Gemeenschap Duitstalige Gemeenschap | 10                           | 43                           | 102                          | 209                          | 581             | 9 (enkel Antwerpen) |
| ---------------- | --------------------------------------------------------------- | --------------------------------------------------------------- | --------------------------------- | ------------------------------------------------------------- | --- | ---------------------------- | ---------------------------- | ---------------------------- | ---------------------------- | --------------- | ------------------- |
| Bestuur          | Europese Commissie                                              | Belgische federale regering                                     | Belgische federale regering       | Vlaamse Regering                                              | Vlaamse Regering | Deputatie (Provinciebestuur) | Deputatie (Provinciebestuur) | Deputatie (Provinciebestuur) | Deputatie (Provinciebestuur) | Gemeentebestuur | Districtscollege    |
| Bestuur          | Europese Commissie                                              | Belgische federale regering                                     | Belgische federale regering       | Waalse Regering Brusselse Hoofdstedelijke Regering            | Franse Gemeenschapsregering Regering van de Duitstalige Gemeenschap --- College v.d. Vlaamse Gemeenschapscommissie College v.d. Franse Gemeenschapscommissie College v.d. Gemeenschappelijke Gemeenschapscommissie | Deputatie (Provinciebestuur) | Deputatie (Provinciebestuur) | Deputatie (Provinciebestuur) | Deputatie (Provinciebestuur) | Gemeentebestuur | Districtscollege    |
| Raad             | Europees Parlement & Raad                                       | Senaat                                                          | Kamer van volksvertegenwoordigers | Vlaams Parlement                                              | Vlaams Parlement | Provincieraad                | Provincieraad                | Provincieraad                | Provincieraad                | Gemeenteraad    | Districtsraad       |
| Raad             | Europees Parlement & Raad                                       | Senaat                                                          | Kamer van volksvertegenwoordigers | Waals Parlement Brussels Hoofdstedelijk Parlement             | Parlement van de Franse Gemeenschap Parlement van de Duitstalige Gemeenschap --- Raad v.d. Vlaamse Gemeenschapscommissie Raad v.d. Franse Gemeenschapscommissie Raad v.d. Gemeenschappelijke Gemeenschapscommissie | Provincieraad                | Provincieraad                | Provincieraad                | Provincieraad                | Gemeenteraad    | Districtsraad       |
|                  |                                                                 |                                                                 |                                   |                                                               | |                              |                              |                              |                              |                 |                     |
| Verkiezing       | Europese                                                        | Federale                                                        | Federale                          | Vlaamse, Brusselse, Waalse en Duitse Gemeenschapsverkiezingen | Vlaamse, Brusselse, Waalse en Duitse Gemeenschapsverkiezingen | Provincieraads-              | Provincieraads-              | Provincieraads-              | Provincieraads-              | Gemeenteraads-  | Districtsraads-     |
| Kiesomschrijving | Frans Kiescollege Nederlands Kiescollege Duitstalig Kiescollege | Frans Kiescollege Nederlands Kiescollege Duitstalig Kiescollege | 12 kieskringen                    | 12 kieskringen                                                | 12 kieskringen | 12 kieskringen               | 46 kiesarrondissementen      | 69                           | 209                          | 581             | 9                   |

De Belgische grondwet, die op 7 februari 1831 werd aangenomen, werd bij haar ontstaan beschouwd als de meest vooruitstrevende ter wereld. Dit leidde in 1832 tot een veroordeling ervan door paus Gregorius XVI. In de tweede helft van de 20e eeuw was België verworden tot een in meerdere opzichten verzuild en verdeeld land, waar politieke leiders onderling formele en informele macht konden verdelen en waar een voedingsbodem ontstond voor schandalen en schandaaltjes.
De Belgische politiek werd opgezadeld met diverse schandalen waarop niet onmiddellijk een afdoend antwoord kon worden geformuleerd: de Agustazaak, de Bende van Nijvel, de ontvoering van oud-premier Paul Vanden Boeynants, de moord op André Cools en de zelfmoord van Alain Van der Biest. Het systematisch falen van de orde- en rechtshandhaving werd erg duidelijk na de arrestatie van Marc Dutroux en wekte verontwaardiging in heel het land. Reorganisatie van Gerecht en Politie drongen zich op (zie hieronder Politie).

### Federalisering
Het Belgische federalisme is voor niet-ingewijden ingewikkeld en onoverzichtelijk, omdat het unitaire kenmerken vertoont (gewesten zijn – nog steeds – grotendeels financieel afhankelijk van de federale fiscus) en tegelijk confederalistische trekken heeft (politici moeten zich – steeds meer – tot een uitsluitend Vlaams of Franstalig kiespubliek richten). Langzamerhand groeide de opinie dat de tweeledige maatschappelijke structuur van België geen unitaire politieke structuur meer verdraagt. België werd daarom steeds verder gedecentraliseerd in een vijftal staatshervormingen (1970, 1980, 1988–1989, 1993 en 2001–2003), om officieel in 1993 een echte bondsstaat te worden, met het zogenaamde bipolair federalisme als staatsvorm.

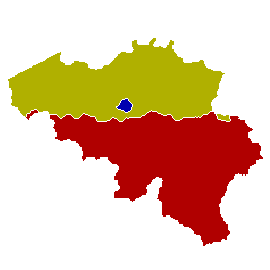
Drie Gewesten: het Vlaams (olijfgroen), Waals (rood) en Brussel-Hoofdstad (blauw)

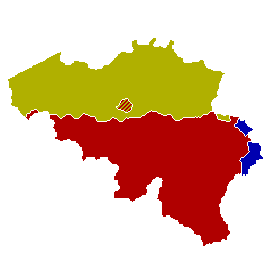
Drie Gemeenschappen: de Vlaamse (olijfgroen), de Franse (rood) en de Duitstalige (blauw)

Dit federalisme, met als architect Wilfried Martens, loodgieter Jean-Luc Dehaene, federalist Hugo Schiltz, regionalist Guy Spitaels en de controversiële politicus Jean Gol kenmerkt zich door verschillende overheidslagen, elk met eigen verkozen volksvertegenwoordiging en regering:
FederaalDe federale overheid is bevoegd voor defensie, buitenlandse zaken, economische en monetaire unie, pensioenen, ziekteverzekering... heeft het federaal parlement als wetgevende macht en de federale regering als uitvoerende macht.
Drie GewestenVlaams Gewest (olijfgroen), Waals Gewest (rood), Brussels Hoofdstedelijk Gewest (blauw). De gewesten zijn bevoegd voor aan het grondgebied gerelateerde materies: ruimtelijke ordening, milieu, landbouw, huisvesting, energie, werkgelegenheid, openbare werken en vervoer, economie en buitenlandse handel, toezicht op gemeenten en provincies en ontwikkelingssamenwerking. Elk gewest heeft een parlement als wetgevende macht en een regering als uitvoerende macht.
Drie gemeenschappenNederlandstalig (olijfgroen), Franstalig (rood), Duitstalig (blauw). De gemeenschappen gaan over persoonsgebonden materies: culturele aangelegenheden, sport, onderwijs, onderzoek, gezondheid, welzijn en taalgebruik. Elke gemeenschap heeft een gemeenschapsraad als wetgevende macht en een gemeenschapsregering als uitvoerende macht.
De Vlaamse Gemeenschap en het Vlaams Gewest hebben een gemeenschappelijk parlement en regering, beide met zetel te Brussel. De Brusselse leden van het Vlaamse Parlement mogen echter niet meestemmen over Vlaamse gewestaangelegenheden.
In Franstalig België ligt het ingewikkelder. De Franstaligen besloten om hun afzonderlijke bestuursorganen, namelijk het Waals Gewest (zetel te Namen) en de Franse Gemeenschap (zetel te Brussel) gescheiden te houden.
De Duitstalige Gemeenschap heeft haar eigen parlement en regering (zetel Eupen).
Het meest gecompliceerd: in het Brussels Hoofdstedelijk Gewest is het Brussels Hoofdstedelijk Parlement en regering (zetel Brussel) bevoegd voor gewestmateries, en zijn de Vlaamse en Franse gemeenschappen elk bevoegd voor de eigen gemeenschapsmateries, via de Vlaamse, respectievelijk Franse Gemeenschapscommissie en hun uitvoerende organen (colleges). Voor zaken die beide gemeenschappen aangaan, is in Brussel de Gemeenschappelijke Gemeenschapscommissie (en college) bevoegd.
Gewesten en gemeenschappen kunnen decreten of (in het Brussels Hoofdstedelijk Gewest) ordonnanties uitvaardigen die kracht van wet hebben in het eigen gewest of de eigen gemeenschap. Een bijzonder rechtscollege, het Grondwettelijk Hof, waakt erover dat de wetgeving van de federale regering, de gemeenschappen en gewesten de bevoegdheidsverdeling tussen deze verschillende entiteiten eerbiedigt. Het Grondwettelijk Hof kan wetsbepalingen vernietigen die deze bevoegdheidsverdeling schenden.
Het pijnpunt vormen de financiën. Nu gebeurt er langs het federaal niveau door sociale zekerheid, investeringen, spoorwegen enz. een netto transfer van geld van het Vlaamse gewest naar het Brusselse gewest en het Waalse gewest. Bij overheveling van meer bevoegdheden naar de gemeenschappen/gewesten en ook de financiering ervan zou de solidariteit tussen Noord en Zuid in het gedrang komen.
De hoofdstad van Vlaanderen is Brussel, de hoofdstad van Wallonië is Namen. Brussel is ook de hoofdstad van Franstalige Gemeenschap. De hoofdstad van de Duitstalige gemeenschap is Eupen.

### Parlementen

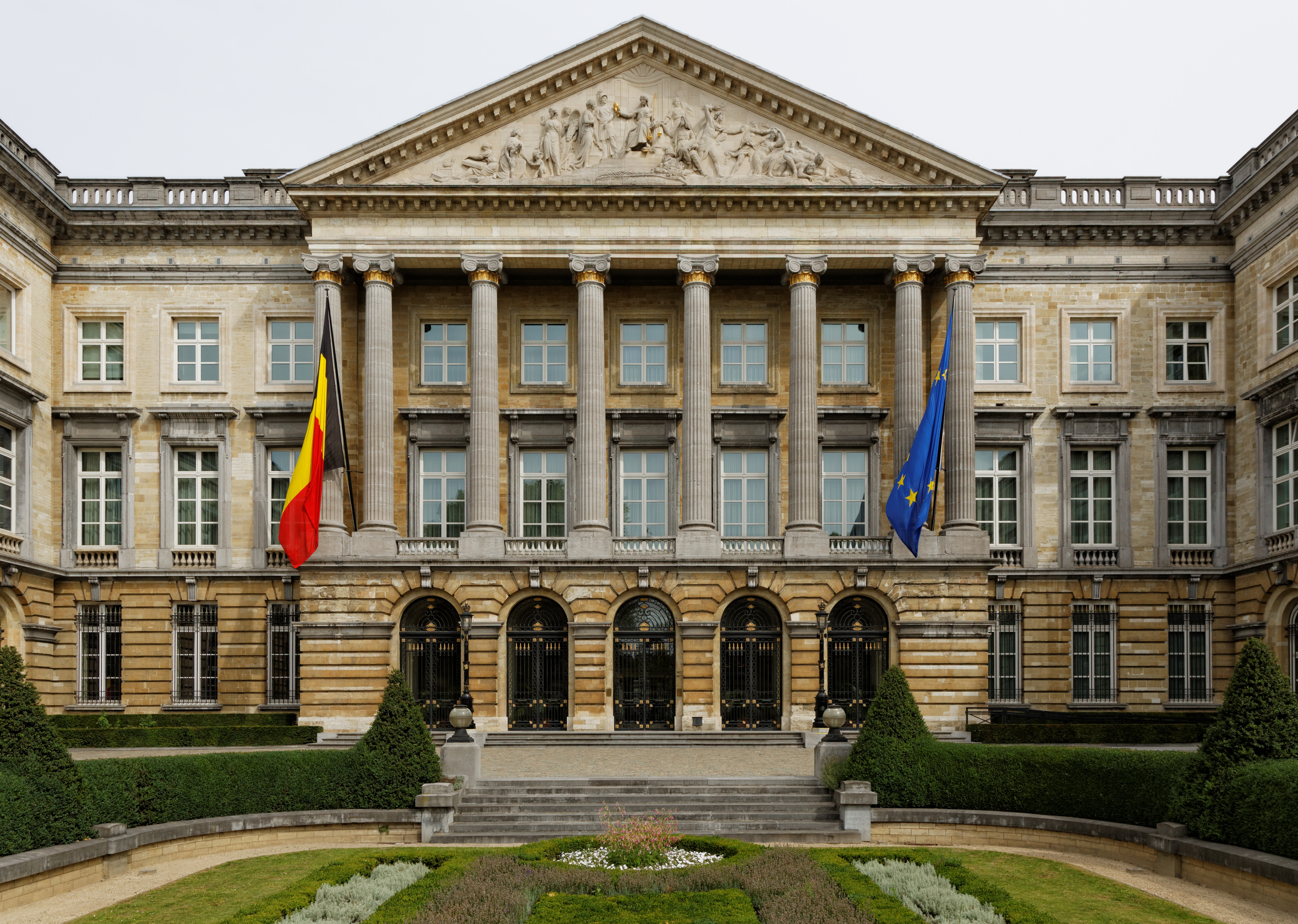
Het Federaal Parlement van België in de Wetstraat te Brussel

De zes parlementen bestaan in totaal uit zeven wetgevende vergaderingen en tellen samen 537 verschillende leden:
1. Federaal Parlement van België (Kamer 150 leden en Senaat 60 leden)
2. Vlaams Parlement (124 leden, fusie van 2 wetgevende vergaderingen namelijk: Vlaams Gewest en Vlaamse Gemeenschap)
3. Waals Parlement (75 leden)
4. Brussels Hoofdstedelijk Parlement (89 leden: 72 Franstaligen en 17 Nederlandstaligen)
5. Parlement van de Franse Gemeenschap (Parlement de la Communauté française de Belgique) (94 leden, namelijk de 75 leden van het Waals Parlement en 19 van de 72 Franstalige leden van het Brussels Hoofdstedelijk Parlement)
6. Parlement van de Duitstalige Gemeenschap (25 leden)

### Regeringen
De zes regeringen tellen samen 48 ministers en 8 staatssecretarissen:
1. Federale Regering (15 ministers en 5 staatssecretarissen)
2. Vlaamse Regering (9 ministers)
3. Waalse Regering (8 ministers)
4. Brusselse Hoofdstedelijke Regering (5 ministers en 3 staatssecretarissen)
5. Regering van de Franse Gemeenschap (7 ministers)
6. Regering van de Duitstalige Gemeenschap (4 ministers)

Twee ministers van de Waalse regering zijn ook minister in de Franse Gemeenschapsregering. Er zijn dus geen 47 verschillende personen minister.

### Provincies

De vijf Vlaamse provincies met rechts onderaan Voeren

Het Vlaams Gewest (Vlaanderen) is ingedeeld in 5 provincies:
1. Antwerpen (hoofdstad Antwerpen)
2. Limburg (hoofdstad Hasselt)
3. Oost-Vlaanderen (hoofdstad Gent)
4. Vlaams-Brabant (hoofdstad Leuven)
5. West-Vlaanderen (hoofdstad Brugge)

De vijf Waalse provincies met links bovenaan Komen-Waasten

Ook het Waals Gewest (Wallonië) telt 5 provincies:
1. Waals-Brabant (hoofdstad Waver)
2. Henegouwen (met als hoofdstad Bergen)
3. Luik (hoofdstad Luik)
4. Luxemburg (hoofdstad Aarlen)
5. Namen (hoofdstad Namen)

Het Brussels Hoofdstedelijk Gewest behoort tot geen enkele provincie.
De provincies bestaan weer uit diverse arrondissementen.
Aan het hoofd van elke provincie staat een gouverneur. De provinciale besturen hebben evenwel weinig gewicht. Hun bestaan wordt soms in vraag gesteld. Een van de taken van de provinciegouverneur is het coördineren van de hulpverlening bij rampen van grote omvang (bijvoorbeeld chemische ongelukken in de havens). Ook het besturen van belangrijke milieuzaken zoals kernenergie behoort tot zijn taken.
Elke Belgische gemeente heeft een gemeenteraad als wetgevende macht en een college van burgemeester en schepenen als uitvoerende macht, met als hoofd de burgemeester.

### Politieke partijen en bewegingen

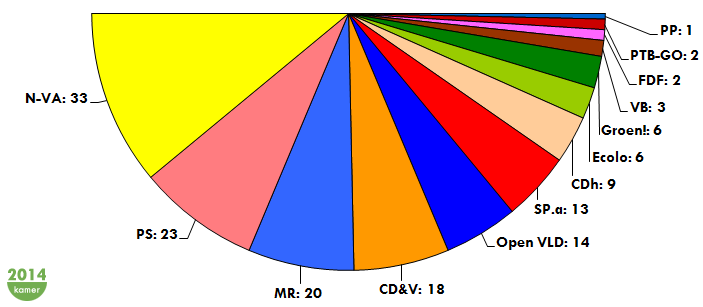
Zetelverdeling (2014–2019) in de Kamer van Vertegenwoordigers

Als gevolg van de steeds sterker wordende tegenstellingen tussen Vlamingen en Franstaligen zijn de unitaire partijen in de jaren zestig en zeventig, dus nog voor België een federale staat werd, een voor een uit elkaar gevallen in aparte Vlaamse en Franstalige partijen: christendemocraten (CD&V; cdH), socialisten (Vooruit; PS), liberalen (Open Vld; MR) en groenen (Groen; Ecolo). België is daardoor een federaal land zonder federale politieke partijen, een unicum in de wereld en volgens een groeiend aantal mensen ook een risico voor het voortbestaan van het land.
Door de specifieke manier waarop België werd gefederaliseerd (op basis van taalgroepen), ontstonden er partijen die zich tot slechts één taalgroep richten. Uit het Vlaams-nationalisme zijn, na het Egmontpact in 1977 en het uiteenvallen van de Volksunie in 2001, de partijen Vlaams Blok, N-VA en Spirit voortgekomen.
Toen de vzw's die de organisatie en de financiën van het Vlaams Blok beheerden veroordeeld werden voor racisme, werd de partij omgedoopt tot het Vlaams Belang, dat als uiterst rechts geldt. Vlaams Belang en N-VA streven de onafhankelijkheid van Vlaanderen na en worden daarom als separatistisch beschouwd.
De voornaamste Franse taalpartij is het FDF, dat opkomt voor de belangen van de Franstalige Brusselaars. De partij maakte tot 2011 deel uit van het liberale MR.
Na de invoering van de kiesdrempel in 2003 kwam de trend om versnippering tegen te gaan door vorming van kartels. Zo ontstond sp.a-Spirit (Spirit werd later SLP en verbrak het kartel in 2008), VLD-Vivant (Vivant is intussen opgegaan in de Open Vld), CD&V-N-VA (het Vlaams kartel, inmiddels uiteengevallen). Groen! (nu Groen) weigerde in 2004 om met sp.a mee in het kartel te stappen. Lijst Dedecker wilde geen gesprek meer met het Vlaams Belang en anderen over de vorming van een rechts front, een Forza Flandria.
Een bijkomende verwikkeling vormt de asymmetrie tussen Vlaanderen en Wallonië. Wallonië heeft een langere industriële geschiedenis, waardoor de socialistische PS er traditioneel sterker staat dan de Vlaamse socialisten van de sp.a. Vlaanderen kent een traditie van landbouw en katholicisme, waardoor de CD&V veel sterker is dan haar Franstalige zusterpartij cdH.

### Defensie
Het Belgisch leger is een beroepsleger: de dienstplicht is afgeschaft. Het leger bestaat uit de Landcomponent, Luchtcomponent, Marinecomponent en de Medische component. De Marine legt zich vooral toe op mijnenvegen. De Luchtmacht bezit F-16 gevechtsvliegtuigen, transportvliegtuigen (C-130, geleasede Airbus) en helikopters (NH90, Agusta A109, Alouette III) en UAV (B-hunter). Het Landleger beschikte over Leopard tanks. De Medische afdeling is gespecialiseerd in behandeling van brandwonden, vooral in het militair hospitaal van Neder-Over-Heembeek. De elite-eenheid zijn de paracommando's, die een aantal keren actief waren in Congo. Het Belgisch leger is ingepast in de NAVO en heeft deelgenomen aan operaties in Bosnië, Kosovo, Libanon en Afghanistan. Belgische paracommando's werden ontwapend en vermoord tijdens hun inzet als blauwhelm in Rwanda.

### Politie

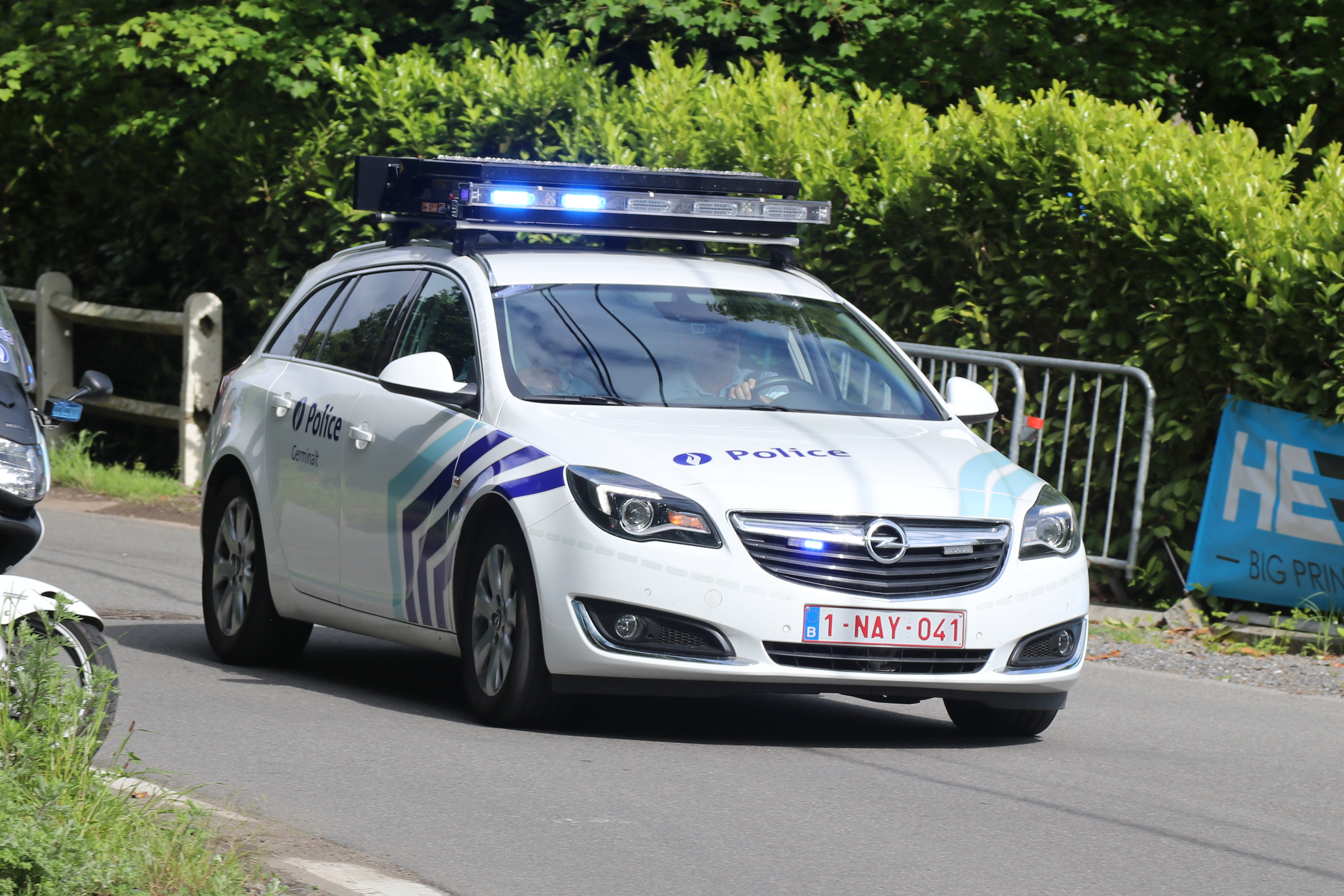
Wagen van de lokale politie te Nalinnes.

Sedert de politiehervorming die in België werd doorgevoerd (wet van 7 december 1998) bestaat er nog maar één politiedienst, namelijk een "geïntegreerde politie gestructureerd op twee niveaus". Die twee niveaus bestaan uit een federale politie en een lokale politie, die onderling communiceren via welbepaalde kanalen. De vroegere politiediensten (gemeentepolitie, gerechtelijke politie, rijkswacht, ...) werden afgeschaft. Dit was een gevolg van de zaak over Marc Dutroux die (jonge) meisjes ontvoerde en verkrachtte, waarbij de toen nog versnipperde politiediensten weinig efficiënt bleken.

### Europa
Binnen België groeien de tegenstellingen langs de taalgrens. Eerder hebben Belgische politici nochtans wezenlijk bijgedragen aan de Europese eenwording. In 1921 ging België samenwerken met Luxemburg in de Belgisch-Luxemburgse Economische Unie en vanaf 1944 met Nederland en het Groothertogdom in de Benelux. Vooral Paul Henri Spaak heeft bijgedragen tot de EGKS, wat later de EEG en de EU werd. Brussel huisvest het Europees Parlement en de Europese Commissie in het Berlaymontgebouw. Zo ook herbergt België te Evere het hoofdkwartier van de NAVO en te Casteau de Supreme Headquarters Allied Powers Europe.
Verschillende Belgen vervullen een belangrijke functie binnen de Europese instituten. Herman Van Rompuy werd in 2010 de allereerste Permanente voorzitter van de Europese Raad of President van de Europese Raad (van regeringsleiders en staatshoofden). Op hetzelfde moment was Karel de Gucht EU-Commissaris voor Handel, Wilfried Martens voorzitter van de Europese Volkspartij (een functie die hij van 1990 tot 2013 vervulde), Annemie Neyts voorzitter van de Europese Liberalen ELDR (van 2005 tot 2011), Guy Verhofstadt fractieleider van de Liberalen in het Europees parlement (van 2009 tot 2019) en Isabelle Durant ondervoorzitter van het Europees Parlement (van 2009 tot 2014).

## Economie

Grootte van de Belgische export volgens sector, 2019

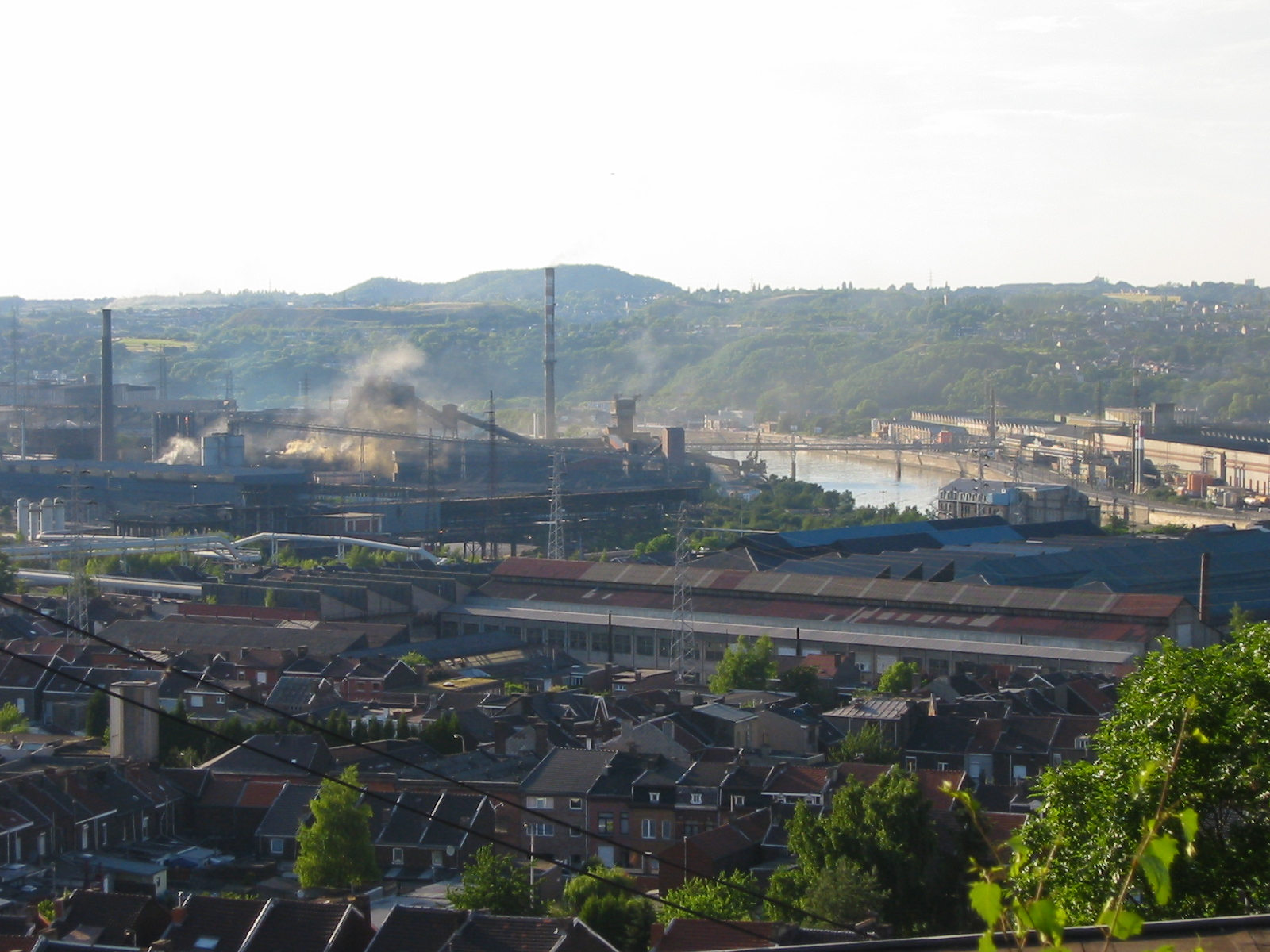
Staalindustrie bij Luik

De economie van België is gebaseerd op diensten, vervoer en handel. Het belang van de industrie neemt steeds meer af. De mijnbouw is met de sluiting van laatste mijn, in 1991, beëindigd. De productie van staal, chemische producten en cement waren traditioneel geconcentreerd in de valleien van Samber en Maas, in de Borinage rond Bergen, Charleroi, Namen en Luik en in het Kempens Steenkolenbekken. Luik en Charleroi zijn nog steeds staalcentra, maar de nieuwere metaalbedrijven zijn vooral ingeplant rond de havensteden Antwerpen, Gent en Brugge. De chemische producten omvatten meststoffen, kleurstoffen, geneesmiddelen en plastieken; de petrochemische industrie is geconcentreerd dicht bij de olieraffinaderijen van Antwerpen.
De textielproductie, die in de middeleeuwen begon, omvat katoen, linnen, wol en kunstvezels; tapijten en dekens zijn belangrijke vervaardigde producten. Gent, Kortrijk, Doornik en Verviers zijn alle textielcentra; Mechelen, Brugge en Brussel zijn beroemd vanwege hun kant. Andere industrieën omvatten diamantslijperij (Antwerpen is een belangrijk diamantcentrum), cement en glasproductie, en de verwerking van leer en hout. Meer dan 55 procent van de elektriciteit van België wordt opgewekt uit kernenergie.
De Belgische industrie hangt af van de invoer voor zijn grondstoffen. Het meeste ijzer kwam uit het bassin van Lotharingen in Frankrijk, terwijl de non-ferro metaalproducten van uit de koloniën ingevoerde grondstoffen worden gemaakt, waaronder zink, koper, lood en tin.
De uitvoer (handel) omvat ijzer en staal, vervoersapparatuur, tractoren, diamanten en aardolieproducten. De industriële centra zijn verbonden met elkaar en met de belangrijkste havens, Antwerpen, Brugge-Zeebrugge en Gent door de rivieren de Maas en de Schelde en hun zijrivieren, door een netwerk van kanalen (in het bijzonder Albertkanaal, het kanaal Gent-Terneuzen en het Boudewijnkanaal), en door een uitgebreid spoorwegnet.
België heeft veel vruchtbare en goed bewaterde grond, hoewel de landbouw een steeds kleiner percentage arbeidskrachten vertegenwoordigt. De belangrijkste gewassen zijn maïs, tarwe, haver, rogge, gerst, suikerbieten, aardappels en vlas. Rundvee en varkens evenals de zuivelproductie (vooral in Vlaanderen) zijn ook belangrijk. Het verwerkte voedsel omvat suiker vooral te Tienen, kaas en andere zuivelproducten; bier onder meer te Leuven en andere dranken worden ook vervaardigd.
Belangrijker dan landbouw is wellicht intensieve tuinbouw en fruitteelt, ook voor export, zowel in serres, ooit begonnen in het glazen dorp Hoeilaart, als in volle grond: witlof, spruiten, asperges, sla, tomaat, aardbeien en dies meer. Zo spreekt men in het Engels van "Brussels sprouts" en van "Belgian endives" en kent men in het Duits "Brüsseler". De veilingen van Sint-Katelijne-Waver en van Hoogstraten zijn internationaal bekend. Ook hier speelt het wegennet een belangrijke rol om de geveilde waren snel naar de verbruikers te vervoeren.
De munteenheid is sinds 1 januari 2002 de gemeenschappelijke Europese munt euro (EUR) het enige wettelijke betaalmiddel. Voordien was dit de Belgische frank (BEF). Deze was reeds sinds 1 januari 1999 gekoppeld aan de gemeenschappelijke Europese munt. (1 euro = 40,3399 BEF) Van 1926 tot 1946 is er ook als munt de Belga geweest, die een waarde had van vijf BEF. Deze benaming was niet populair en werd in 1946 afgeschaft.

### Energievoorziening
België produceerde 15 miljoen ton olie-equivalent (Mtoe) in 2016, 74% was kernenergie, 20% waren biobrandstoffen en afval. (1Mtoe = 11,63 TWh, miljard kilowattuur.) Deze productie binnen de landsgrenzen was niet genoeg om de nationale energievoorziening te dekken, het TPES (Total Primary Energy Supply): 57 Mtoe. Het land importeerde 49 Mtoe fossiele brandstof meer dan het exporteerde.
Van de energie ging ongeveer 14 Mtoe verloren bij conversie, vooral bij elektriciteitsopwekking met kernenergie. 8 Mtoe werd gebruikt voor niet-energetische producten zoals smeermiddelen, asfalt en petrochemicaliën. Voor eindgebruikers resteerde 34 Mtoe waarvan 7 Mtoe = 80 TWh elektriciteit.
De uitstoot van kooldioxide was 92 megaton, dat is 8,4 ton per persoon. Het wereldgemiddelde was 4,4 ton per persoon.
In de periode 2012–2016 veranderde het eindgebruik weinig. De met zon en wind opgewekte elektriciteit steeg 74% en leverde 10% van alle elektriciteit aan eindgebruikers in 2016.

### Verkeer

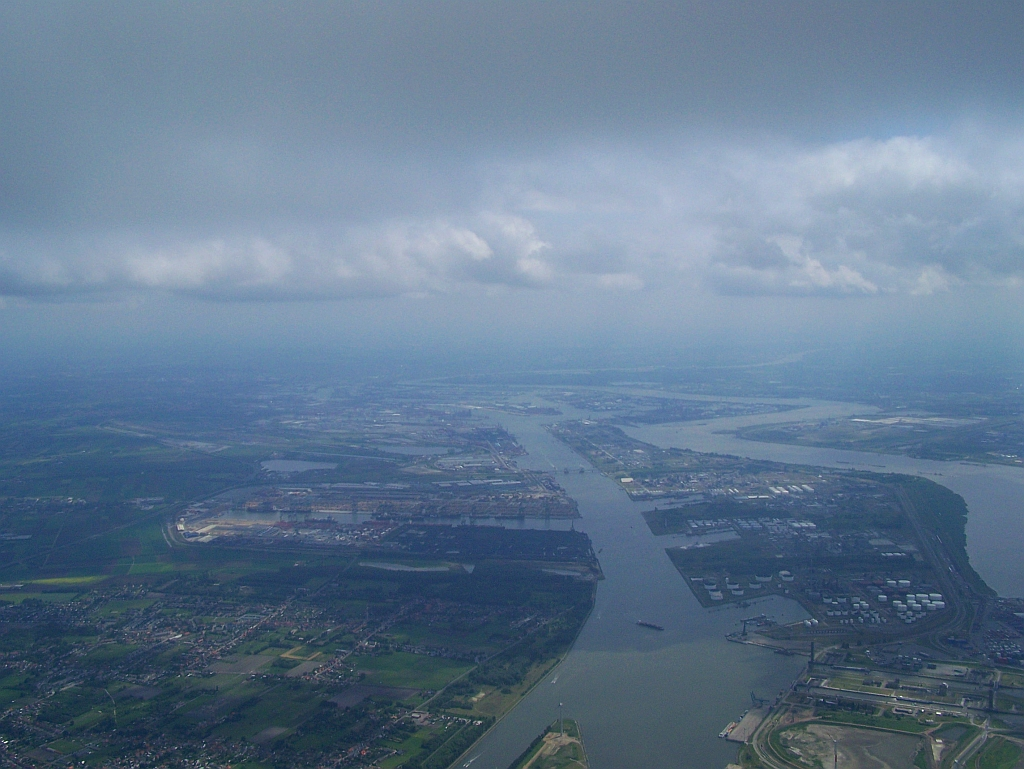
De haven van Antwerpen

België is een internationaal knooppunt voor goederen- en personenvervoer, met een uitgebreid wegennet van autosnelwegen en expreswegen. Het spoorwegennet wordt geëxploiteerd door de Nationale Maatschappij der Belgische Spoorwegen (NMBS). De eerste trein op het Europese vasteland reed in 1835 van Mechelen naar Brussel. De belangrijkste andere maatschappijen voor openbaar vervoer zijn de Vlaamse vervoersmaatschappij De Lijn, de Brusselse MIVB en de Waalse TEC. Die drie netten sluiten nauwelijks op elkaar aan, zodat versnippering ook hier de efficiëntie niet ten goede komt.
De haven van Antwerpen is op Rotterdam na de grootste van Europa. Er bevindt zich onder meer het op een na grootste petrochemisch complex ter wereld, na dat in Houston. Ook de haven van Brugge-Zeebrugge en de haven van Gent zijn belangrijke goederenhavens. Zeebrugge geldt als 's lands grootste passagiershaven, Europa's belangrijkste roro- en aardgashaven en 's werelds belangrijkste autohaven. Daarnaast heeft ook de haven van Oostende een aanzienlijke betekenis als rorohaven. Zeebrugge is de belangrijkste Belgische vissershaven, gevolgd door Oostende en Nieuwpoort. Brussel en Luik hebben belangrijke binnenhavens.
Er zijn civiele luchthavens bij Brussel (Zaventem), Charleroi (Gosselies), Antwerpen (Deurne), Luik (Bierset) en Oostende.
Het World Economic Forum (WEF) stelde in 2017 dat de wegen in België in zo'n slechte staat zijn dat deze de economie afremmen. In het World Competitiveness Report berekende het WEF de mate waarin een land competitief is ten opzichte van andere landen. Voor de kwaliteit van wegen kwam België op de 46ste plaats uit met een cijfer van 4,5 uit 7. Ook de slechte staat van het niet aan elkaar sluitende openbaar vervoer (trein, tram, bus) wordt hierbij gerekend.

### Media

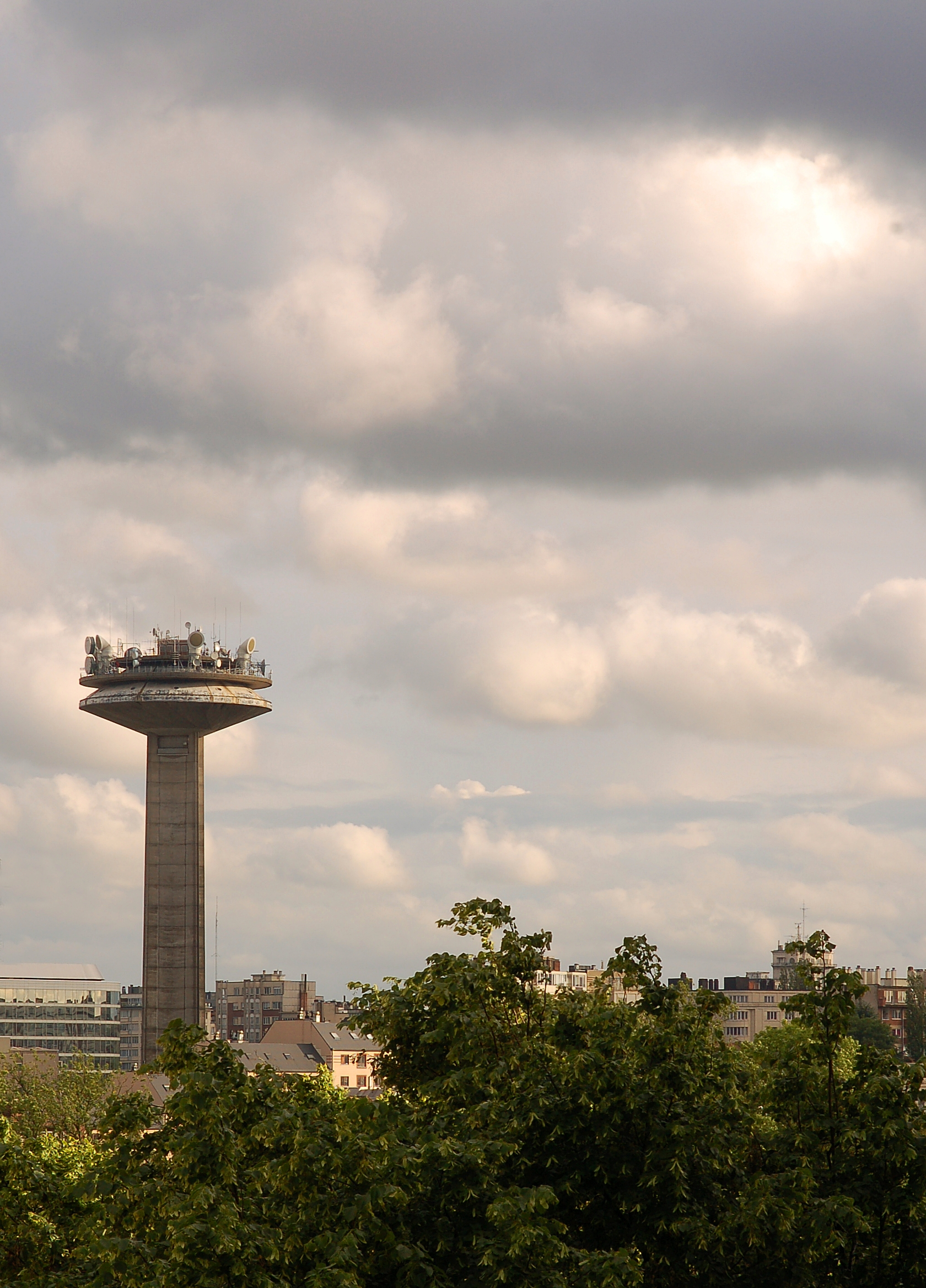
De gezamenlijke zendmast van VRT en RTBF te Brussel

De uitgifte van de Belgische postzegels en het briefverkeer in België wordt verzorgd door bpost. De eerste postzegel werd uitgegeven in 1849.
De Nederlandstalige en Franstalige openbare omroepen zijn gevestigd te Brussel in hetzelfde complex aan de Reyerslaan. Voor de Nederlandstaligen is dat de VRT: Vlaamse Radio en Televisie. Voor de Franstaligen is dat de Radio-Télévision belge de la Communauté française (RTBF). (Bemerk de verwijzing naar België in de Franstalige benaming en de afwezigheid ervan in de Vlaamse benaming.) Daarnaast zijn er commerciële tv-stations als VTM en Play4 aan de Vlaamse kant en RTL aan de Franstalige kant. De openbare omroepen zenden elk verschillende radioprogramma's uit en krijgen steeds meer concurrentie van privézenders. Daarnaast zijn er erkende vrije radio's. De regeling daarvan gebeurt per taalgemeenschap, wat rond Brussel voor problemen zorgt, omdat sommige FM-programma's van de ene taalgroep die van de andere taalgroep met een groter vermogen verdringen.
Er bestaan tientallen kranten en tijdschriften in de drie talen. Er zijn tien Vlaamse kranten waarvan die met de grootste oplage die van Het Laatste Nieuws is. Er verschijnen achttien Franstalige kranten, waarvan het Brusselse Le Soir in 2021 de grootste was. Voor de Duitstalige gemeenschap is er Grenz-Echo.

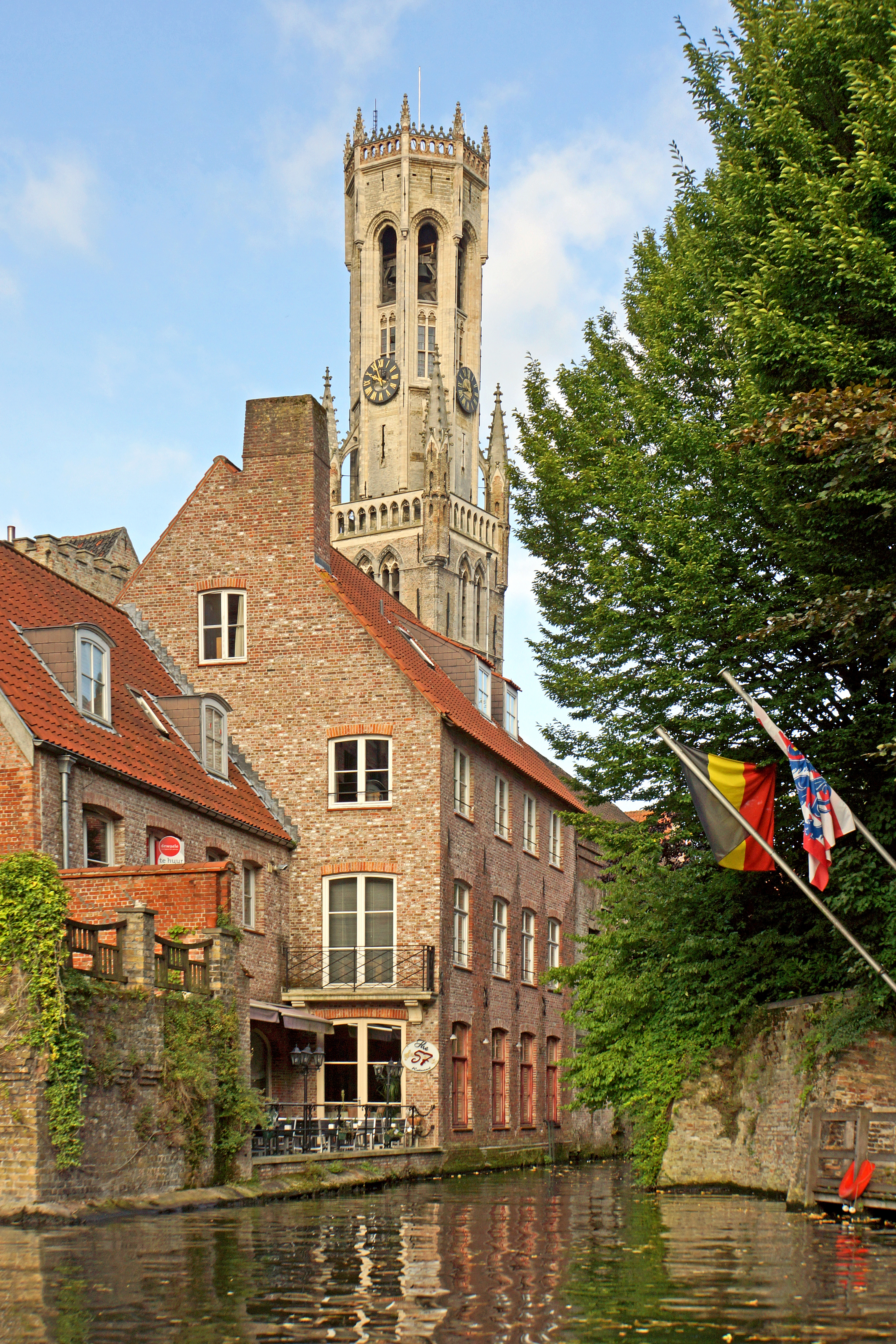
Het belfort van Brugge

### Toerisme
De kunststeden Brugge, Gent, Antwerpen, Mechelen en Brussel trekken toeristen voor hun historische gebouwen, begijnhoven, architectuur en musea onder meer het Plantin-Moretusmuseum als werelderfgoed. Vooral de art nouveau van onder meer Victor Horta is uniek. Typische trekpleisters voor toeristen in Brussel zijn het Atomium, dat is overgebleven van Expo 58 en Manneke Pis. Japanse toeristen bezoeken dikwijls Brugge, Antwerpen en Hoboken, vanwege het in Japan populaire boek Een hond van Vlaanderen.
De kust trekt badgasten voor het strand, de zee en fietstochten. In Limburg werd in 2006 het eerste Vlaamse Nationaal Park geopend, door steeds meer toeristen ontdekt als fiets- en wandelgebied. Het fietsroutenetwerk is een concept dat hier is ontstaan na de mijnsluitingen. De Ardennen lokken toeristen voor wandeltochten, rotsbeklimmen en afdalingen van bergstromen met kajaks en in de winter langlaufen. Ook de scheepsliften bij La Louvière zijn werelderfgoed, net als de neolithische vuursteenmijnen van Spiennes. Bekende Belgische folklore, zoals de Gilles van Binche, het Ros Beiaard van Dendermonde, de Heilig Bloedprocessie van Brugge of de Ommegang van reuzen te Antwerpen, trekt ook veel toeristen. Spa is in het Engels synoniem voor kuuroord.
In 2018 werd het land door ruim 17,5 miljoen toeristen bezocht. Zij waren samen goed voor 41.320.284 overnachtingen, waarvan de helft binnenlands toerisme.

### Telefonie
Zie Lijst van Belgische zonenummers.

## Cultuur

### Kunst

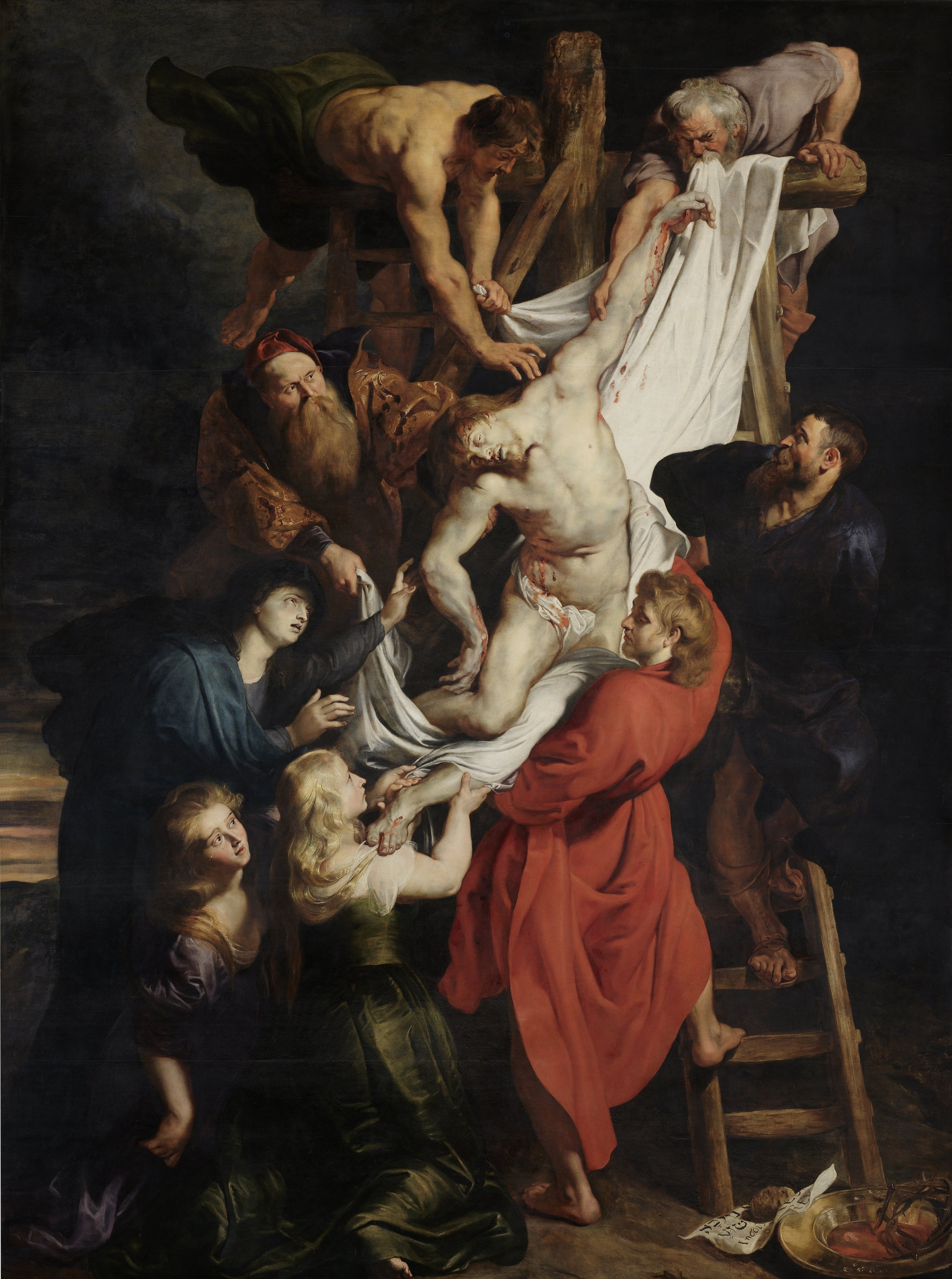
De Kruisafname door Rubens hangt in de Onze-Lieve-Vrouwekathedraal (Antwerpen).

België kent een rijke traditie op gebied van schilderkunst. Deze begon rond de 15e eeuw met de Vlaamse Primitieven waaronder Jan van Eyck en Hans Memling en kwam in de renaissance- en barokperiode verder tot bloei met Quinten Matsijs, Pieter Bruegel de Oude, Peter Paul Rubens, Jacob Jordaens en Anthony van Dyck. Uit de 20e eeuw zijn de bekendste namen Constant Permeke, René Magritte, Paul Delvaux en James Ensor en actueel zijn vooral Luc Tuymans en Michael Borremans internationaal bekend.
Op vlak van literatuur telt België één Nobelprijswinnaar: Maurice Maeterlinck. Langs Franstalige kant zijn auteurs als Georges Simenon van commissaris Maigret en Amélie Nothomb het meest bekend. Hendrik Conscience, Ernest Claes en Felix Timmermans begonnen te schrijven in het Nederlands. Willem Elsschot, Gerard Walschap, Louis Paul Boon brachten dit tot verdere ontwikkeling. Johan Daisne en Hubert Lampo lanceerden het magisch realisme. Hugo Claus en Jef Geeraerts brachten literatuur met meer vaart. Hedendaagse schrijvers zijn Pieter Aspe, Herman Brusselmans, Kristien Hemmerechts en Anne Provoost. Beroemde dichters waren Paul Van Ostaijen, Guido Gezelle, Albrecht Rodenbach, Paul Snoek en Herman de Coninck.
Een mengvorm van het picturale en tekst zijn stripverhalen, met wereldberoemde striptekenaars als Hergé van Kuifje, Edgar P. Jacobs van Blake en Mortimer, Willy Vandersteen van Suske en Wiske, Marc Sleen van Nero, Pom van Piet Pienter en Bert Bibber, Jef Nys van Jommeke, Peyo van de Smurfen en Franquin van Guust.
De Belgische muziekgeschiedenis telt vele componisten. Adolphe Sax vond de saxofoon uit. Bekende muziekartiesten zijn Toots Thielemans, Jacques Brel, Axelle Red, Dani Klein en Arno Hintjens. Sandra Kim won het Eurovisiesongfestival in 1986. Het land staat daarnaast bekend om zijn vele muziekfestivals, waarvan onder andere Tomorrowland, Rock Werchter en de Gentse Feesten wereldberoemd zijn.
De bekendste opera is De Munt te Brussel, waar de Belgische Revolutie begon na de opvoering van De Stomme van Portici. Bekende ballet en moderne dans choreografen zijn Anne Teresa De Keersmaeker en Jeanne Brabants. Acteurs Jean-Claude Van Damme, Jan Decleir en Matthias Schoenaerts zijn internationaal bekend, de gebroeders Dardenne wonnen met hun films tot tweemaal toe de Gouden Palm te Cannes en de films Rundskop en The Broken Circle Breakdown werden genomineerd voor een Oscar. De Antwerpse modeschool bracht met o.a. Dries Van Noten, Dirk Bikkembergs en Walter Van Beirendonck een aantal ontwerpers voort die ondertussen internationaal gerenommeerd zijn.

### Onderwijs en wetenschap

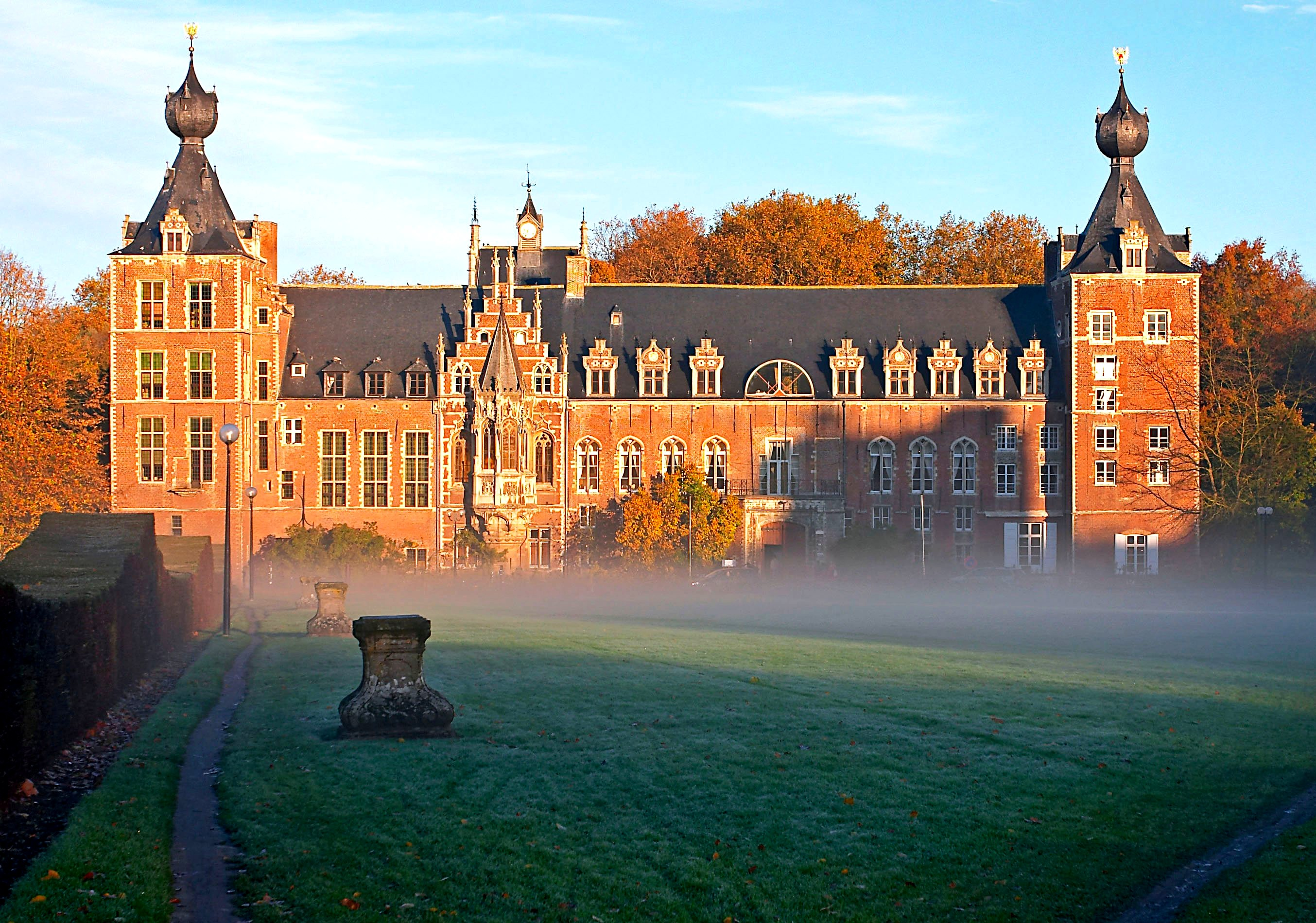
De Katholieke Universiteit Leuven stamt uit 1425 en is de oudste van de Nederlanden

Het onderwijs behoort sedert 1980 tot de bevoegdheid van de gemeenschappen. Op enkele uitzonderingen na zijn er dus geen "Belgische" scholen meer, maar wel Nederlandstalige, Franstalige, of Duitstalige. Het onderwijs is ingedeeld in onderwijsnetten:
- officieel onderwijs, georganiseerd door de burgerlijke overheid (gemeenschappen, de provincies en de gemeenten) en
- vrij onderwijs, georganiseerd door particuliere organisaties, maar wel erkend en gesubsidieerd door de staat. Het katholieke net is daarbij het grootst.

De grootste universiteit is de Katholieke Universiteit Leuven. Ze bestaat sinds 1425 en is daarmee de oudste van de Nederlanden. Daarnaast bestaan er Nederlandstalige universiteiten te Gent, Brussel, Antwerpen, Kortrijk en Hasselt, waar met Maastricht aan een transnationale universiteit wordt gewerkt. De Franstalige universiteiten liggen in Louvain-la-Neuve, Luik, Brussel, Bergen en Namen. De universiteiten van Leuven en Louvain-la-Neuve zijn katholiek en ook te Brussel bestond er een Katholieke Universiteit Brussel (inmiddels opgenomen in de KU Leuven) naast twee vrijzinnige universiteiten: de Nederlandstalige Vrije Universiteit Brussel en de Franstalige Université Libre de Bruxelles. Het onderwijslandschap is door opdeling in taal, levensbeschouwing en organisatie dus meer versnipperd dan in andere landen. In Antwerpen werden in 2003 een katholieke, stedelijke en rijksinstelling samengevoegd tot één instelling: Universiteit Antwerpen.
Bekende wetenschappers zijn Nobelprijswinnaar in 1977 Ilya Prigogine met zijn bijdragen tot de thermodynamica, Georges Lemaître die de Big Bang beschreef en Nobelprijswinnaar 2013 François Englert bekend van het Brout-Englert-Higgs-deeltje. Op vlak van geneeskunde leverde België de volgende Nobelprijswinnaars: in 1974 Albert Claude en Christian De Duve, in 1938 Corneille Heymans en in 1919 Jules Bordet. De traditie loopt terug tot Andreas Vesalius, Rembert Dodoens en Jan Palfijn. De farmacoloog Paul Janssen en Peter Piot die aids bestrijdt, sluiten ook bij die traditie aan. In de wiskunde hebben twee Belgen de Fieldsmedaille gewonnen: Pierre Deligne in 1978 en Jean Bourgain in 1994. Dirk Frimout en Frank De Winne zijn de Belgische astronauten.

### Sport

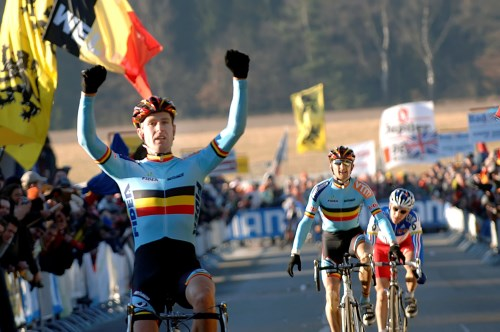
Wereldkampioen veldrijden Erwin Vervecken

Voetbal is bij jongeren de meest beoefende sport. Al in het begin van de 20e eeuw groeiden voetbal en wielrennen uit tot de populairste sporten met uitgebreide verslaggeving door pers. Exponent daarvan is Eddy Merckx, een van de beste wielrenners aller tijden. Voordien waren er kampioenen als Rik Van Steenbergen en Rik Van Looy. Tijdgenoten waren Patrick Sercu, Herman Vanspringel, Walter Godefroot, Roger De Vlaeminck, Lucien Van Impe en Freddy Maertens. Nadien kwamen wielerkampioenen Johan Museeuw, Peter Van Petegem, Tom Boonen, Philippe Gilbert, Greg Van Avermaet, Wout Van Aert en Remco Evenepoel. In 2021 werd het WK georganiseerd in Leuven, Antwerpen en de omgeving van Brugge.
Populair is veldrijden met meervoudige wereldkampioenen als Erik De Vlaeminck, Roland Liboton, Sven Nys, Bart Wellens, Erwin Vervecken, Mario De Clercq, Niels Albert en Wout Van Aert. Zo ook is België traditioneel sterk in motorcross met wereldkampioenen als Joël Robert, Roger De Coster, André Malherbe, Gaston Rahier, Eric Geboers, Harry Everts, Joël Smets en Stefan Everts.
België kent ook een traditie van atletiek, met vooral afstandslopers als olympisch kampioen Gaston Roelants, Karel Lismont, Miel Puttemans en Ivo Van Damme. Op de Olympische Zomerspelen 2008 in Peking pakten Elodie Ouedraogo, Kim Gevaert, Olivia Borlée en Hanna Mariën goud op de 4 × 100 m estafette, en schreven zo Belgische atletiekgeschiedenis. Ook in triatlon scheerden sommige Belgen hoge toppen, met onder meer Marc Herremans (die na een zwaar ongeval nu als rolstoelatleet triatlon beoefent), Rutger Beke en Luc Van Lierde, die tweemaal de Iron Man won.
Biljart wordt veel beoefend. België domineerde de sport met driebandpionier René Vingerhoedt, Raymond Ceulemans die 35 keer wereldkampioen werd en Ludo Dielis die negenmaal wereldkampioen werd en meer recent als wereldkampioen de naamgenoot Eddy Merckx van de wielrenner.
België kende succes in judo met Robert Van de Walle, Ingrid Berghmans, Ulla Werbrouck en Gella Vandecaveye. In vrouwentennis domineerden Kim Clijsters en olympisch kampioene Justine Henin.
Hoogspringster Tia Hellebaut won goud op de olympische spelen te Beijing. Nafissatou Thiam won olympisch goud op de zevenkamp in Rio de Janeiro (2016), werd later ook Europees en wereldkampioene in deze discipline en IAAF-atlete van het jaar (2017).
De Belgische sportarts Jacques Rogge was voorzitter van het Internationaal Olympisch Comité. België heeft de 7e Olympische Zomerspelen 1920 georganiseerd te Antwerpen.
Sinds de start van de coronapandemie werd darts populairder, met dank door Dimitri Van den Bergh en Kim Huybrechts.

### Eten en drinken

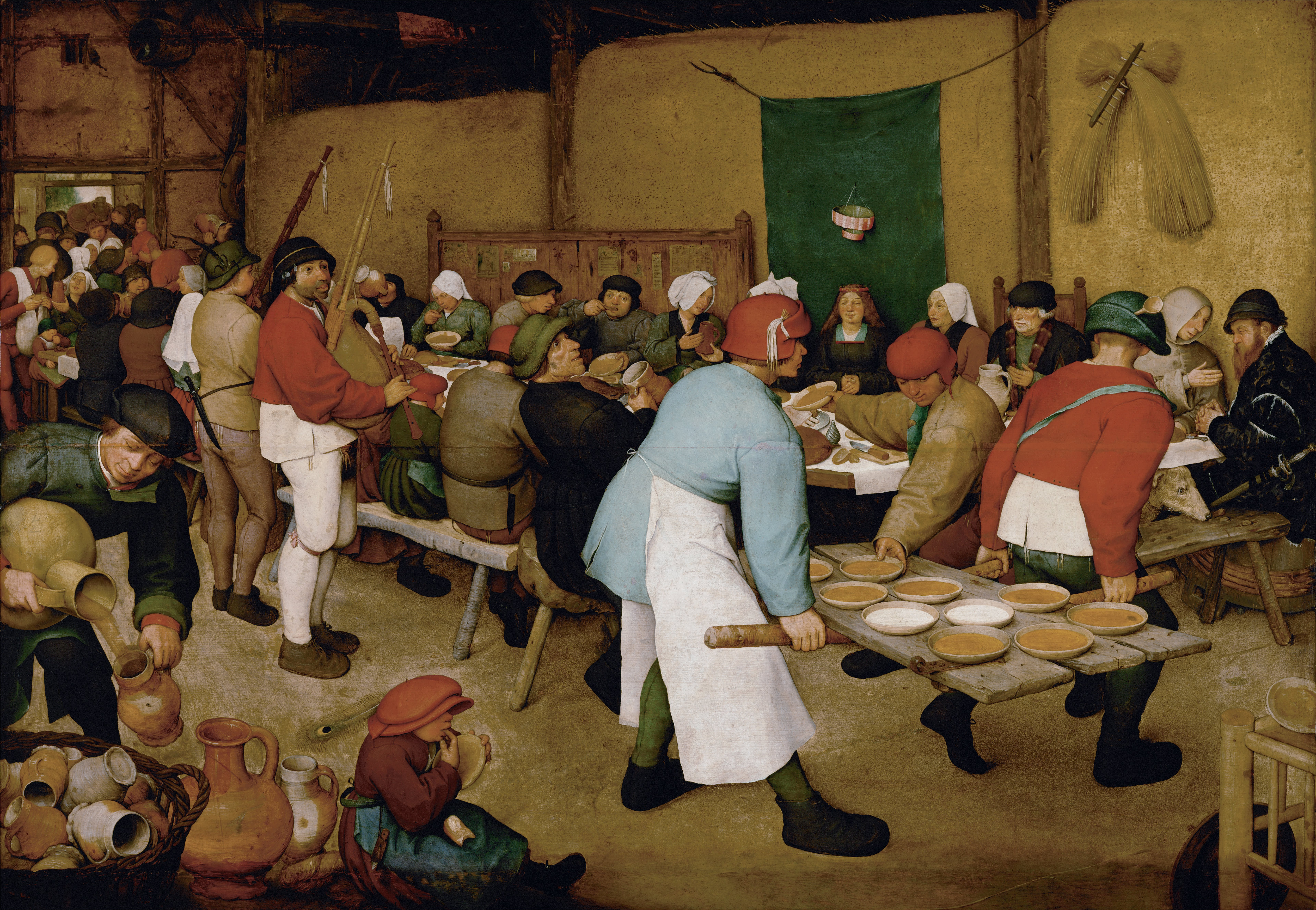
Boerenbruiloft van Bruegel

De Belgische eetcultuur ontwikkelde zich in de bourgondische levenshouding. Het schilderij De Boerenbruiloft van Pieter Bruegel de Oude beeldt dit uit. In het buitenland zijn de frieten vooral miskend als een Belgische uitvinding (men noemt het vaak french fries). Streekgerechten die het tot de internationale keuken hebben geschopt zijn wildgerechten zoals everzwijn, hert of terrines, Mechelse koekoek of Mechelse kapoenen, konijn met pruimen, mosselen, maar ook Gentse waterzooi en zijn visvariant Ostendaise dragen bij aan de reputatie van de Belgische keuken. Andere typische Belgische gerechten zijn stoofvlees, paling in 't groen, hutsepot en bloedworst met appelmoes, alsook de enorme variëteit aan charcuterie, koude vleeswaren.
De Belgische keuken is een burgerlijke variant op de Franse keuken. In 2007 waren er twee restaurants met drie Michelinsterren, tien met twee sterren en 89 met één ster.
België heeft meer dan 365 verschillende bieren. Met InBev is de grootste brouwerijgroep ter wereld Belgisch.
België is bekend om zijn chocolade, met name pralines ("Belgische bonbons"). Jean Neuhaus vervaardigde in 1912 de eerste praline, en zijn merk Neuhaus bestaat nu nog, naast onder meer Leonidas en Godiva. In het begin van de 20e eeuw was er vanuit Belgisch-Congo kwalitatief goede aanvoer van cacao en de verwerkingsnijverheid kon zich technisch verfijnen. Het grootste deel (meer dan 90%) van de in België geproduceerde chocolade bestaat uit kwaliteitschocolade met cacaoboter zonder toevoeging van andere (plantaardige of dierlijke) vetten. Naast de eerder genoemde chocolatiers, zijn er ook een heleboel artisanale chocolatiers die zeer hoogstaande producten afleveren, sommigen vervaardigen enkel chocoladeproducten (poppetjes en pralines), anderen hebben een beperkter productie die zij integreren in de rest van hun aanbod, als bakker-patissier, als restaurateur en dergelijke meer.

## Milieu
Het leefmilieu in België staat onder druk door de hoge bevolkingsdichtheid. Het land is met zijn autosnelwegen een draaischijf (transport langs het water, over de wegen en een druk luchtverkeer). Lintbebouwing is een erfenis van de gewoonte in het verleden om in Vlaanderen huizen langs alle steenwegen te bouwen in plaats van de dorpskernen uit te breiden. Er is suburbanisatie en door de aanleg van expreswegen raakten natuurgebieden meer en meer versnipperd.

### Waterkwaliteit
Vooral in Antwerpen en Brussel laat de waterkwaliteit in de rivieren te wensen over. Toch is er vooruitgang. De kwaliteit van het Zennewater ten zuiden van Brussel is sinds 2000 aanzienlijk verbeterd (bron: Natuurpunt) sinds twee rioolwaterzuiveringsinstallaties, Brussel-Noord en Brussel-Zuid, werden geactiveerd nadat België door Europa in gebreke werd gesteld. Omdat de waterkwaliteit van de Zenne al in de 19e eeuw zo slecht was dat de rivier een gevaar voor de volksgezondheid betekende, werd besloten om de Zenne tijdens zijn loop door Brussel te overwelven. Tot de ingebruikname van de nieuwe waterzuiveringsstations in de vroege 21e eeuw stroomde het afvalwater van de stad Brussel ongezuiverd in de Zenne en daarna door het Vlaams Gewest via de Rupel en de Schelde. De Zenne is de enige rivier die door drie gewesten stroomt en een deel van de problematiek vindt daar zijn oorzaak. Alhoewel de Leie in de jaren 1990 nog sterk vervuild was en nauwelijks vis bevatte, is er nu een positieve kentering waar te nemen. In 2007 kon op alle plaatsen langs de Leie weer vis gevangen worden. Het water in Limburg is na de aanpak van de waterzuivering vaak van goede kwaliteit, maar in Wallonië is de waterkwaliteit van de Maas nog steeds een heikel punt. Sporadisch komt er industriële vervuiling voor, waardoor de drinkwatervoorziening van Antwerpen langs het Albertkanaal in het gedrang komt.

### Luchtkwaliteit

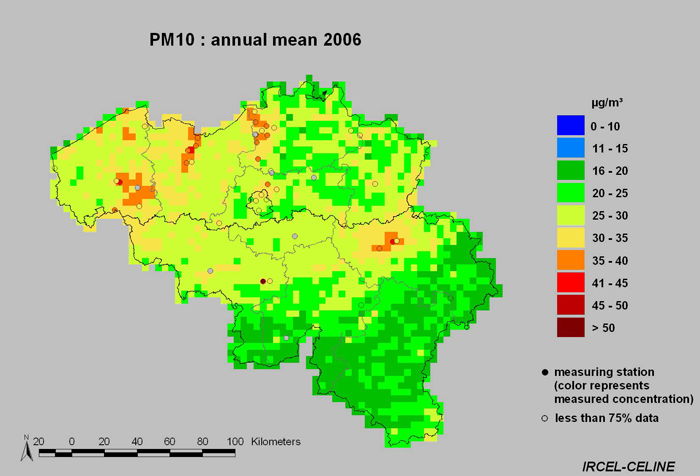
Gemiddelde concentratie fijnstof (PM_{10}) in België in 2006

De lucht rond Kortrijk-Roeselare, Antwerpen, Brussel, Brugge-Zeebrugge, Luik, Charleroi en de Gentse Kanaalzone is even verontreinigd als in het Ruhrgebied in Duitsland. Het massale autoverkeer en de landbouw zorgen voor te hoge concentraties fijn stof en ozon in de lucht, vooral bij warm weer in de zomer en bij inversie in de winter. Rond Antwerpen bevindt zich een van de grootste concentraties van petrochemische industrie ter wereld. Ten noorden van Gent, vooral door de staalindustrie, bevat de lucht een grote hoeveelheid kankerverwekkende stoffen en fijn stof. In de rest van België, vooral in Wallonië (behalve dan de gebieden rond Luik en Charleroi, waar staalindustrie en cementovens ingeplant zijn), is het beter gesteld met de lucht doordat daar grotendeels bossen en landbouwvelden liggen. Het huishoudelijk afval van het Brussels gewest werd jarenlang verbrand in de afvalverbrandingsinstallatie van Neder-Over-Heembeek volgens minder strenge normen dan geldig in Vlaanderen (VLAREM), hoewel de rookgassen bij de overheersende wind naar het Vlaams gewest dreven. Ook dit is pas na tussenkomst van Europa verbeterd.

### Bodemverontreiniging
Op meerdere plaatsen is de bodem verontreinigd door de industrie (blackpoints). Maar ondanks deze vervuiling is dit een van de betere punten in België op gebied van het milieu. Het is minder goed gesteld in andere landen in Europa zoals Nederland (vanwege industrie en bemesting). Vooral in West-Vlaanderen ligt het nitraatgehalte van het grondwater hoog door intensieve varkensteelt voor export. De verschillende mestactieplannen bleven in praktijk deels dode letter. Rond Overpelt is er een historische grondvervuiling met zware metalen als cadmium vanwege de vroegere activiteiten van non-ferro industrie van Union Minière. Zo ook in Hoboken ten zuiden van Antwerpen: vervuiling met lood. Te Kapelle-op-den-Bos bestaat ook historische vervuiling met asbest van Eternit. Rond Genk is er vervuiling met onder meer nikkel van ArcelorMittal.Te Mol bestaat radioactieve vervuiling van luchtgekoelde experimentele kernreactors en bij Dessel bestaat vervuiling van opslag van lekkende vaten radioactief afval. Rond Tessenderlo is er vervuiling door lozingen van Tessenderlo Chemie in de Nete.

### Geluidshinder
Met de drukke menselijke activiteit vormt ook lawaai een pijnpunt. Een typisch voorbeeld vormt Brussels Airport te Zaventem. De Vlaamse, Brusselse en Waalse instanties leggen verschillende geluidsnormen op, om de hinder van vooral nachtvluchten van vooral DHL naar de andere gewesten te verplaatsen.

### Nationale parken, natuurparken en landschapsparken
Vlaanderen telt 4 nationale parken: Nationaal Park Hoge Kempen, Nationaal Park Scheldevallei, Nationaal Park Bosland en Nationaal Park Brabantse Wouden. Andere grote natuurgebieden zijn het Grenspark De Zoom-Kalmthoutse Heide, het Zwin, de Westhoek. Vlaanderen telt ook vijf landschapsparken: Landschapspark Grenzeloos bocagelandschap, Landschapspark Hart van Haspengouw, Landschapspark Maasvallei, Landschapspark Vlaamse Ardennen en Landschapspark Zwinstreek. Wallonië telt twee nationale parken: Nationaal Park L'Entre-Sambre-et-Meuse en Nationaal Park Vallée de la Semois. Wallonië telt ook 12 natuurparken. Er zijn in België vogelrichtlijngebieden en habitatrichtlijngebieden aangeduid als Europees beschermde Natura 2000-gebieden.